# Belinda Bencic
Pour les articles homonymes, voir Bencic.
Belinda Bencic, née le 10 mars 1997 à Flawil, est une joueuse de tennis suisse, professionnelle depuis 2013.
En 2014, à 17 ans, elle devient la première joueuse suisse à atteindre les quarts de finale d'un tournoi du Grand Chelem depuis Patty Schnyder en 2008. En 2015, elle remporte le tournoi d'Eastbourne puis celui de Toronto en battant quatre têtes de série, dont la numéro un mondiale Serena Williams en demi-finale et la numéro trois Simona Halep en finale.
Après des blessures à répétition et un retrait du circuit, elle réussit à remporter le tournoi de Dubaï en 2019 contre Petra Kvitová. Lors de cette même saison, elle parvient à se hisser en demi-finale à l'US Open, ce qui constitue son meilleur résultat en Grand Chelem. Elle se qualifie pour le Masters où elle accède aux demi-finales. Elle atteint le 4e rang mondial en février 2020.
En 2021, elle devient championne olympique en simple lors des Jeux de Tokyo en battant en finale la Tchèque Markéta Vondroušová. Elle remporte aussi une médaille d'argent en double aux côtés de Viktorija Golubic.
Après s'être retirée du circuit pour cause de grossesse, elle remporte un nouveau titre en 2025 seulement dix mois après son accouchement.
Elle compte neuf titres en simple et deux titres en double dames sur le circuit WTA. Elle s'est aussi imposé à la Hopman Cup en 2018 et 2019 avec Roger Federer, ainsi qu'à la Coupe Billie Jean King en 2022 avec l'équipe de Suisse.

## Biographie
Le père de Belinda, Ivan Benčič, courtier en assurance et ancien joueur de hockey sur glace originaire de Bratislava, émigre de Tchécoslovaquie vers la Suisse avec ses parents en 1968. Sa mère Daniela est mannequin et joueuse de handball à haut niveau. Elle a un petit frère, Brian (né en 2000) qui a été joueur professionnel entre 2018 et 2019. Belinda Bencic a la double nationalité suisse et slovaque. Elle prend ses premiers cours de tennis à l'âge de quatre ans au Tennis Club Ried de Wollerau avec Melanie Molitor, mère et entraîneuse de Martina Hingis. À six ans, elle prend des cours à l'académie Nick Bollettieri, en Floride, pendant six mois. Elle a aussi fréquenté l'Académie Chris Evert à Boca Raton.
Entraînée depuis le début de sa carrière par son père Ivan, elle s'adjoint les services de l'Allemand Sebastian Sachs entre 2021 et 2022, pour collaborer ensuite avec l'ancien joueur russe Dmitri Toursounov.
Son compagnon Martin Hromkovič, ancien footballeur professionnel est son préparateur physique. Ils deviennent parents en avril 2024.
Belinda Bencic devient championne de Suisse des moins de 18 ans en 2011, alors qu'elle n'a que 14 ans.

## Carrière

### 2012 - 2013. Succès chez les juniors

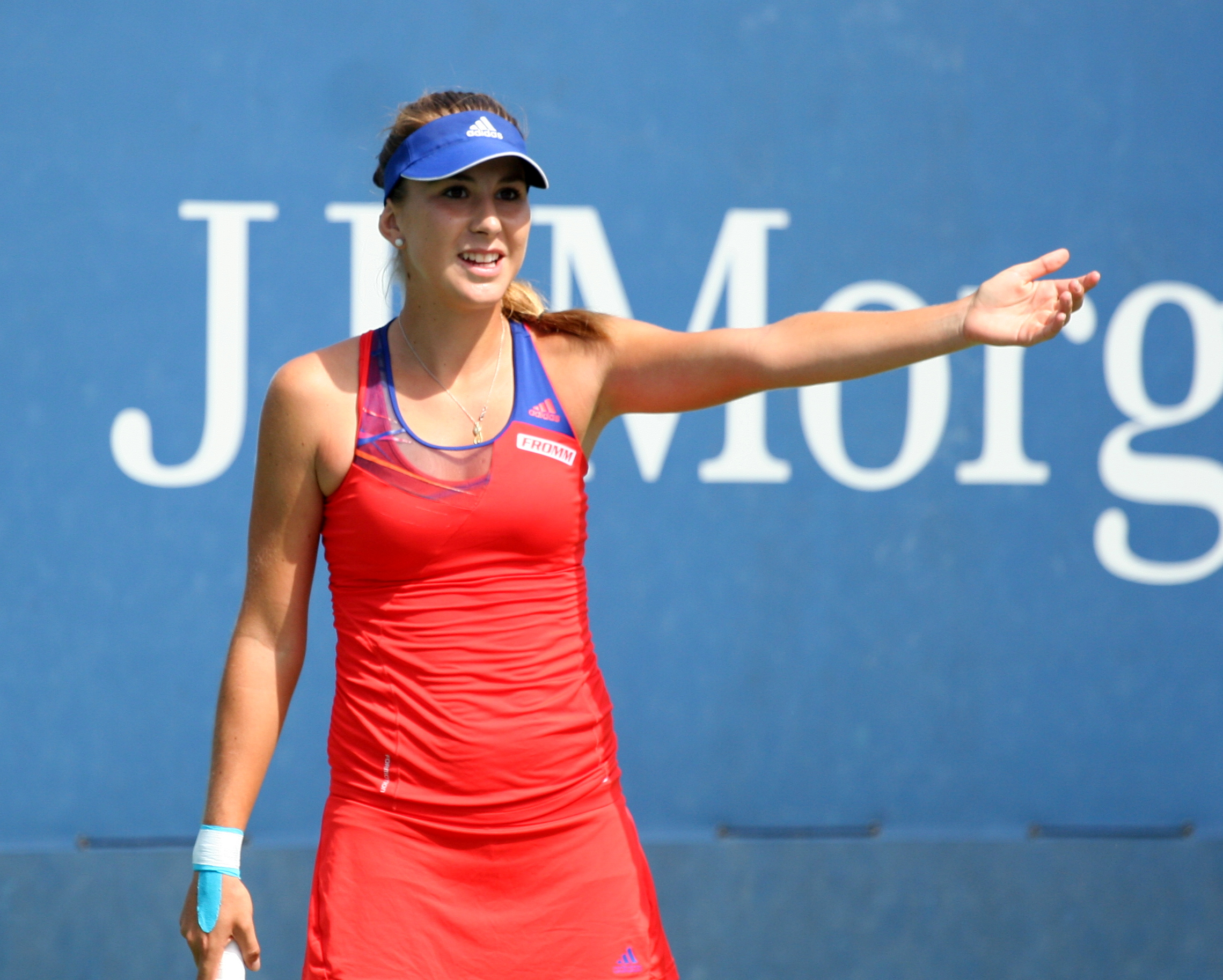
Belinda Bencic à l'US Open 2013.

En février 2012, elle joue pour la première fois avec la Suisse en Fed Cup contre l'Australie. Elle participe à nouveau en avril contre la Biélorussie. En junior, elle s'impose à Přerov, Beaulieu-sur-Mer et Mexico en simple et est finaliste en double à Wimbledon avec Ana Konjuh et à l'US Open avec Petra Uberalova. Elle termine la saison au 9e rang mondial.
Elle remporte son premier tournoi sur le circuit ITF en septembre 2012 à Charm el-Cheikh en simple et en double, puis gagne à nouveau ce tournoi une semaine plus tard. Elle débute dans le tableau principal d'un tournoi WTA à l'occasion de l'Open du Luxembourg face à Venus Williams.
En 2013, elle réalise une série de 33 victoires consécutives sur le circuit ITF Junior, s'imposant tout d'abord à Santa Croce et Milan. Elle atteint ensuite la finale à Roland-Garros où une victoire contre l'Allemande Antonia Lottner (6-1, 6-3) lui permet d'atteindre le premier rang mondial. Elle enchaîne le mois suivant sur gazon avec tout d'abord un titre à Roehampton puis à Wimbledon, où elle remporte son deuxième tournoi du Grand Chelem en battant l'Américaine Taylor Townsend (4-6, 6-1, 6-4). Par la suite, elle est demi-finaliste aux Championnats d'Europe et quart de finaliste à l'US Open, stoppée par Lottner. Elle est aussi finaliste de ce même tournoi en double avec Sara Sorribes Tormo.
Au niveau professionnel, elle parvient au second tour des tournois de Tokyo et Osaka en septembre.

### 2014. Premières performances et percée sur le circuit principal

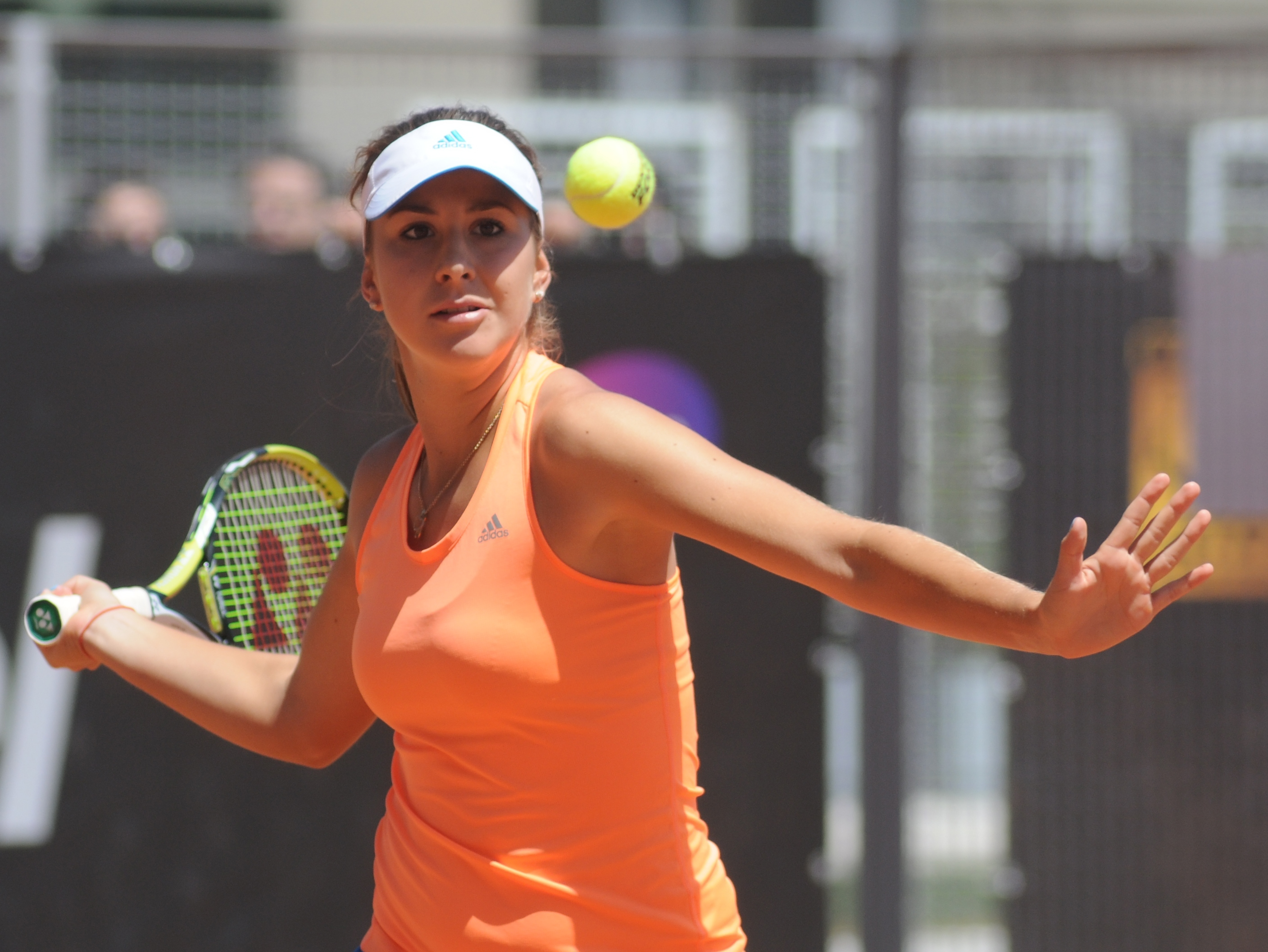
Belinda Bencic aux Internationaux d'Italie en 2014.

Début 2014, elle se qualifie pour l'Open d'Australie, où elle atteint le deuxième tour, perdant face à la Chinoise Li Na en deux sets (0-6, 6-7). Si elle échoue à se qualifier aux WTA de Pattaya et Acapulco et s'incline au premier tour d'Indian Wells, elle bat la Française Alizé Cornet, 25e mondiale en Fed Cup début février (7-5, 6-4). Elle participe ensuite au tournoi de Charleston où elle est qualifiée. Elle bat Maria Kirilenko, tête de série numéro 10, au premier tour. Ensuite elle gagne ses matches face à Marina Erakovic, Elina Svitolina et Sara Errani, numéro 11 mondiale et tête de série numéro 3. En demi-finale, la première de sa jeune carrière, elle perd en trois sets contre Jana Čepelová. Un mois plus tard, elle sort des qualifications à Madrid pour affronter la championne numéro une Serena Williams. Elle perd le match (2-6, 1-6) logiquement, mais accède pour la première fois au Top 100 après le tournoi. Elle s'extirpe de nouveau des qualifications à Rome une semaine plus tard et s'impose devant la 25e mondiale Anastasia Pavlyuchenkova puis s'incline contre la locale Flavia Pennetta. Elle dispute pour la première fois Roland Garros mais est battue par Venus Williams d'entrée. Sa tournée sur gazon est plutôt bonne, avec un deuxième tour à Birmingham, trois matchs gagnés en qualifications à Eastbourne et deux premières victoires à Wimbledon contre Magdaléna Rybáriková et la qualifiée Victoria Duval. Elle est battue au troisième tour par la numéro trois mondiale Simona Halep, finaliste du dernier Roland Garros (4-6, 1-6).
Après deux défaites d'entrée à Istanbul et Cincinnati, elle repasse par les qualifications à New Haven et rejoint de nouveau le tableau final. Elle s'incline au premier tour contre la Tchèque Barbora Strýcová. Lors de l'US Open, elle atteint pour la première fois les quarts de finale d'un Grand Chelem après des victoires contre Angelique Kerber, 7e mondiale (6-1, 7-5) et Jelena Janković, 10e (7-66, 6-3). À 17 ans, c'est la plus jeune joueuse depuis 2006 à atteindre ce stade dans un tournoi majeur. Mais elle bute sèchement contre la Chinoise Peng Shuai (2-6, 1-6). Elle vainc deux semaines plus tard l'ex-numéro deux Svetlana Kuznetsova à Tokyo, s'incline au second tour contre Lucie Šafářová, et perd contre la Top 10 Ana Ivanović au premier tour de Beijing début octobre. Elle clôt sa saison avec une première finale en WTA à Tianjin, en sortant la Chinoise Zhu Lin (7-5, 6-2) au premier tour, profitant de l'abandon de sa compatriote Romina Oprandi, et éliminant Hsieh Su-wei en quarts de finale (6-4, 4-6, 6-2). Elle profite également de l'abandon de Peng Shuai en demi-finale pour arriver en finale. Elle échoue à remporter son premier titre, qui revient à Alison Riske, vainqueur en deux sets (3-6, 4-6).

### 2015. Titres à Eastbourne et Toronto, entrée dans le top 20

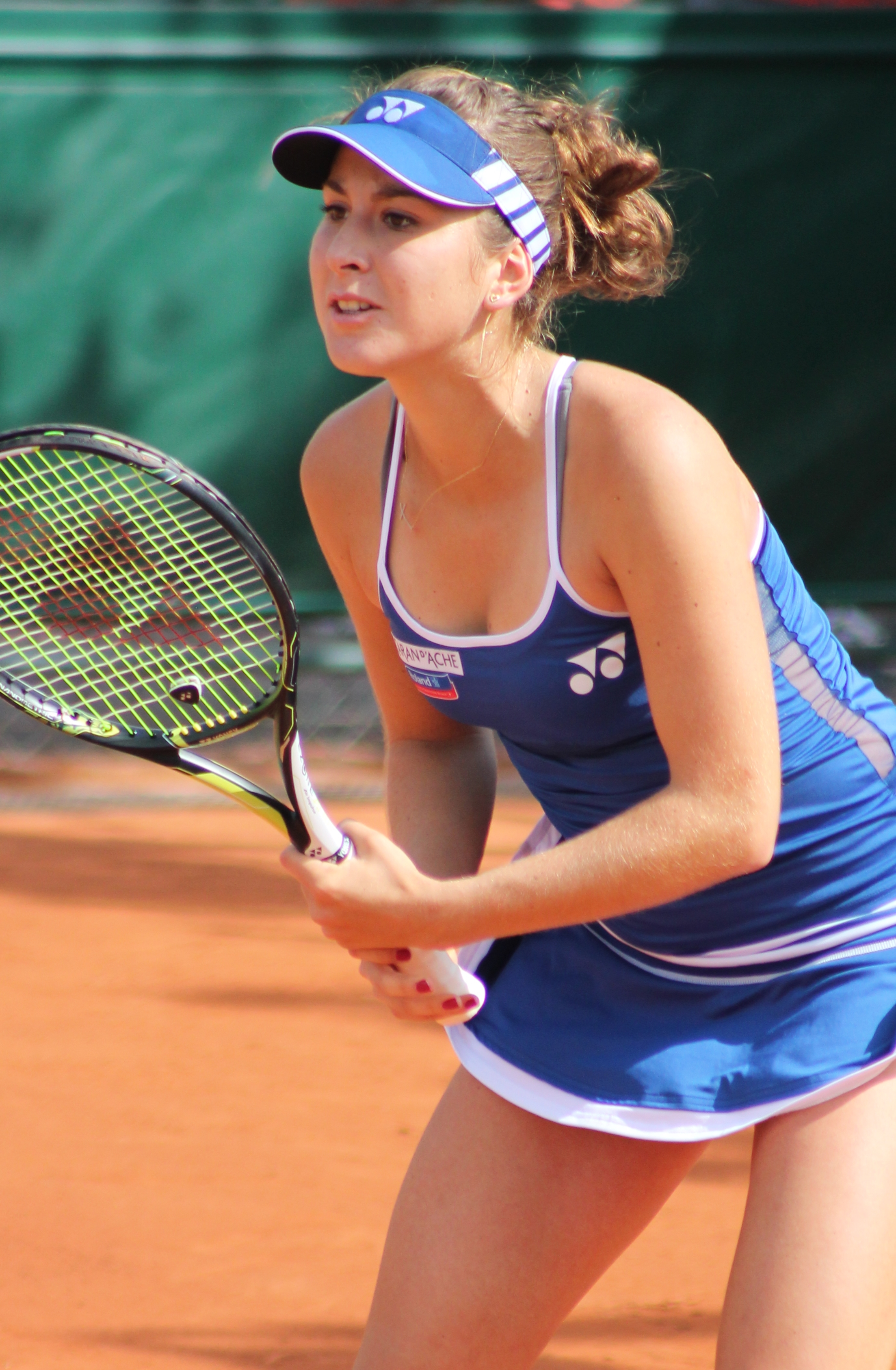
Belinda Bencic à Roland Garros en 2015.

Belinda Bencic commence sa saison 2015 par trois défaites avant de se reprendre avec un huitième de finale à Indian Wells et Miami. Elle ne remporte ensuite que trois matchs en six tournois sur terre battue mais signe sa première finale de l'année sur le gazon de Bois-le-Duc, alors tête de série no 4, après avoir notamment gagné (6-3, 6-3) contre la Serbe Jelena Janković, tête de série no 2. Elle perd contre l'Italienne Camila Giorgi (5-7, 3-6).
Deux semaines après, elle participe au tournoi d'Eastbourne où elle parvient en demi-finale en éliminant successivement Mona Barthel, l'Américaine Madison Keys (6-2, 6-2), alors tenante du titre, la Canadienne Eugenie Bouchard (sur abandon) puis la surprise locale Johanna Konta (2-6, 6-0, 6-3). En demi-finale, elle profite d'un nouvel abandon face à Caroline Wozniacki et joue alors sa finale face à la Polonaise Agnieszka Radwańska, redescendue à la 13e place mondiale. Auteure d'un match à suspense et maîtrisé, elle remporte la finale (6-4, 4-6, 6-0) et gagne son premier titre en carrière. À la suite de son premier succès elle atteint la 22e place mondiale. À Wimbledon, elle atteint pour la première fois les huitièmes de finale, en éliminant Tsvetana Pironkova en trois sets, Anna-Lena Friedsam également et l'Américaine Bethanie Mattek-Sands en deux manches (7-5, 7-5). Elle perd cependant sèchement contre Victoria Azarenka (2-6, 3-6) et met fin à sa série de 9 victoires. Elle améliore encore d'une place son classement.
Elle commence sa tournée américaine à l'occasion de la Coupe Rogers, où elle réussit à battre quatre des cinq premières têtes de série du tournoi. Après sa victoire face à Eugenie Bouchard au premier tour (6-0, 5-7, 6-2), elle vainc Caroline Wozniacki 5e mondiale, au tour suivant (7-5, 7-5) et l'Allemande Sabine Lisicki (6-1, 1-6, 7-63) au terme d'un dernier set serré pour arriver en quart de finale. Elle va en demi-finale en battant Ana Ivanović 6e mondiale, (6-4, 6-2) en une heure et demie. Puis la no 1 mondiale Serena Williams, en demi-finale (3-6, 7-5, 6-4) en près de deux heures et demie de jeu alors que l'Américaine n'avait subi qu'une seule défaite cette saison,. En finale, elle rencontre la tête de série no 2 Simona Halep et remporte le match après l'abandon de la Roumaine dans le troisième set (7-65, 64-7, 3-0 ab.). Elle gagne ainsi son deuxième titre en simple et le premier dans la catégorie Premier 5, atteignant par la même occasion la 12e place mondiale soit le meilleur classement de sa carrière. Bencic est devenue la première joueuse de moins de 20 ans à gagner les Internationaux du Canada depuis Ivanovic à l'âge de 18 ans en 2006. Elle abandonne ensuite à Cincinnati au troisième tour pour se préserver pour l'US Open.
Elle battra au premier tour facilement Sesil Karatantcheva, puis vaincra difficilement Misaki Doi (5-7, 7-63, 6-3) dans un match difficile nerveusement et souffrant des décisions de l'arbitrage en laissant échapper sa frustration sur la fin. Cependant, elle se fera balayer au tour suivant (3-6, 4-6) par Venus Williams future quart de finaliste.
Quelque temps après débute la tournée asiatique, en commençant au tournoi de Tokyo en tant que tête de série no 8. Elle bat Xu Yifan avec un double bagel, Samantha Stosur (65-7, 6-3, 6-4), ensuite Garbiñe Muguruza 9e mondiale (7-61, 6-1) et Caroline Wozniacki 6e mondiale, tête de série no 1, (6-2, 6-4) pour se qualifier pour sa quatrième finale de l'année. Cependant elle se fera sèchement battre (2-6, 2-6) par Agnieszka Radwańska par le score, même si la finale aura durée 1 h 26 tombant simplement sur une adversaire solide comme un roc et très inspirée.

### 2016 - 2017. Entrée dans le top 10 puis blessures à répétition: opération du poignet et deux titres WTA 125

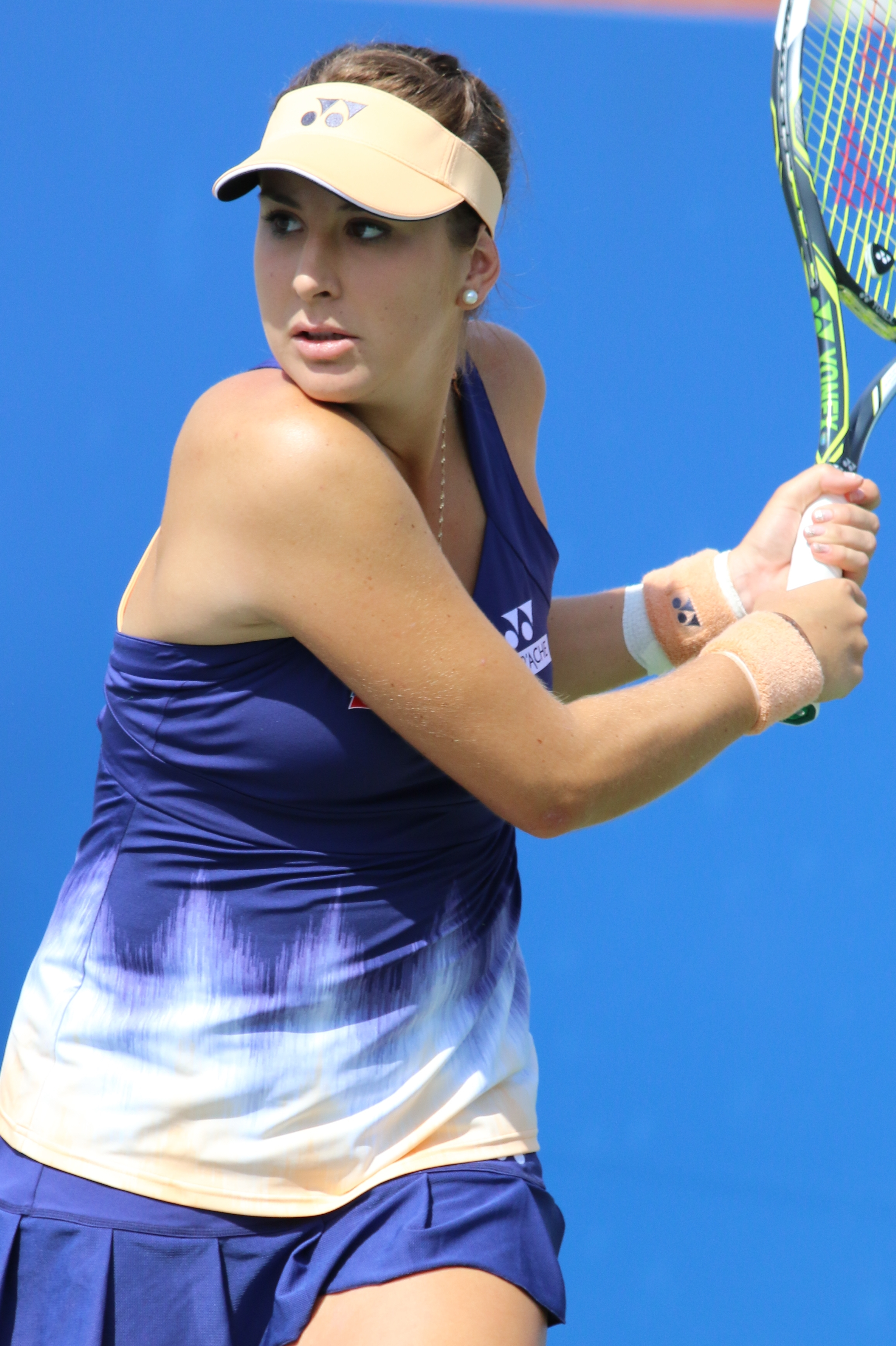
Belinda Bencic à l'US Open en 2016.

Belinda Bencic commence son année à Brisbane, mais perd au second tour contre la surprise qualifiée Samantha Crawford en deux manches, future finaliste. Puis à Sydney, elle élimine difficilement (7-66, 1-6, 6-4) la Croate qualifiée Mirjana Lučić, puis déroule plus facilement face à Tsvetana Pironkova et de battre au bout de deux heures de jeu (6-0, 2-6, 6-4) la Russe Ekaterina Makarova. Mais abandonnera en demi-finale face à la qualifiée Mónica Puig au bout du premier set, qu'elle perd : 0-6 en moins d'une demi-heure. Pour le premier Grand Chelem de l'année à Melbourne, elle passe facilement ses deux premiers tours, avant d'éprouver bien plus de difficultés contre Kateryna Bondarenko en perdant un set et passant pas loin de la sortie dans la dernière manches. Enfin après sa qualification en huitième, elle perd contre Maria Sharapova (5-7, 5-7) dans un match de bonne facture et serré malgré tout.
Pour le premier tour de la Fed Cup, elle est la joueuse majeure à la qualification pour les demi-finales de la Suisse. Pour cela elle bat pour le premier match de simple la 23e mondiale Andrea Petkovic (6-3, 6-4) et surtout la 2e mondiale, Angelique Kerber lauréate à Melbourne, en deux manches (7-64, 6-3) alors menée 1-4 dans la première manche. Lors du double avec Martina Hingis, elles remportent le double décisif face à la paire Anna-Lena Grönefeld - Andrea Petkovic (6-3, 6-2), et permet ainsi la qualification, une première depuis 1998, où elles affronteront les Tchèques. Juste après au tournoi de Saint-Pétersbourg en tant que tête de série no 1, elle bat Annika Beck, Anastasia Pavlyuchenkova difficilement et Daria Kasatkina en demi-finale pour s'aventurer jusqu'en finale où elle perdra (4-6, 3-6) contre Roberta Vinci, tête de série no 2. Mais elle effectue son entrée dans le top 10 du classement WTA le lundi 14 février.
Après cela elle perd prématurément dans plusieurs tournois, sur la tournée du Moyen-Orient, la tournée américaine se finissant sur une blessure. Sa saison sur terre battue se résume à un seul tournoi et une défaite dès le deuxième tour. Elle revient pour la tournée sur gazon avec la défense de la finale à Bois-le-Duc de l'année passée, passant difficilement et fragilement ses premiers matchs contre Alison Van Uytvanck, Varvara Lepchenko et sa compatriote Viktorija Golubic, avant de perdre en demi-finale contre la Française Kristina Mladenovic (6-2, 3-6, 4-6) après 2h05 de jeu, la privant d'une finale. Elle abandonne au 1er tour de Birmingham face à Irina-Camelia Begu (qui menait 4-6, 3-4) puis à Eastbourne, pourtant vainqueur l'année dernière, elle perd au 2e tour face à Elena Vesnina (64-7, 65-7). À Wimbledon elle passe le premier tour sans difficultés en battant Tsvetana Pironkova (6-2, 6-3) avec un bon niveau. Elle abandonne cependant face à la surprise du tournoi, la qualifiée Américaine Julia Boserup (4-6, 0-1).
La tournée nord-américaine de l'été est cauchemardesque avec des éliminations précoces, et elle déclare forfait pour les Jeux olympiques pas suffisamment remise de sa blessure au poignet gauche.
Elle arrive pour l'US Open sans repère et grande conviction à aller loin dans le tournoi. Au premier tour de ce dernier Grand Chelem de l'année, elle bat l'Américaine Samantha Crawford, (65-7, 6-3, 6-4), perdant le premier set. Au second tour elle élimine Andrea Petkovic très facilement (6-3, 6-2) pour se qualifier au troisième tour. Enfin elle affronte Johanna Konta, où elle s'incline en deux sets cruels face à la Britannique (2-6, 1-6). Elle réalise la même performance à l'US Open de l'année dernière.

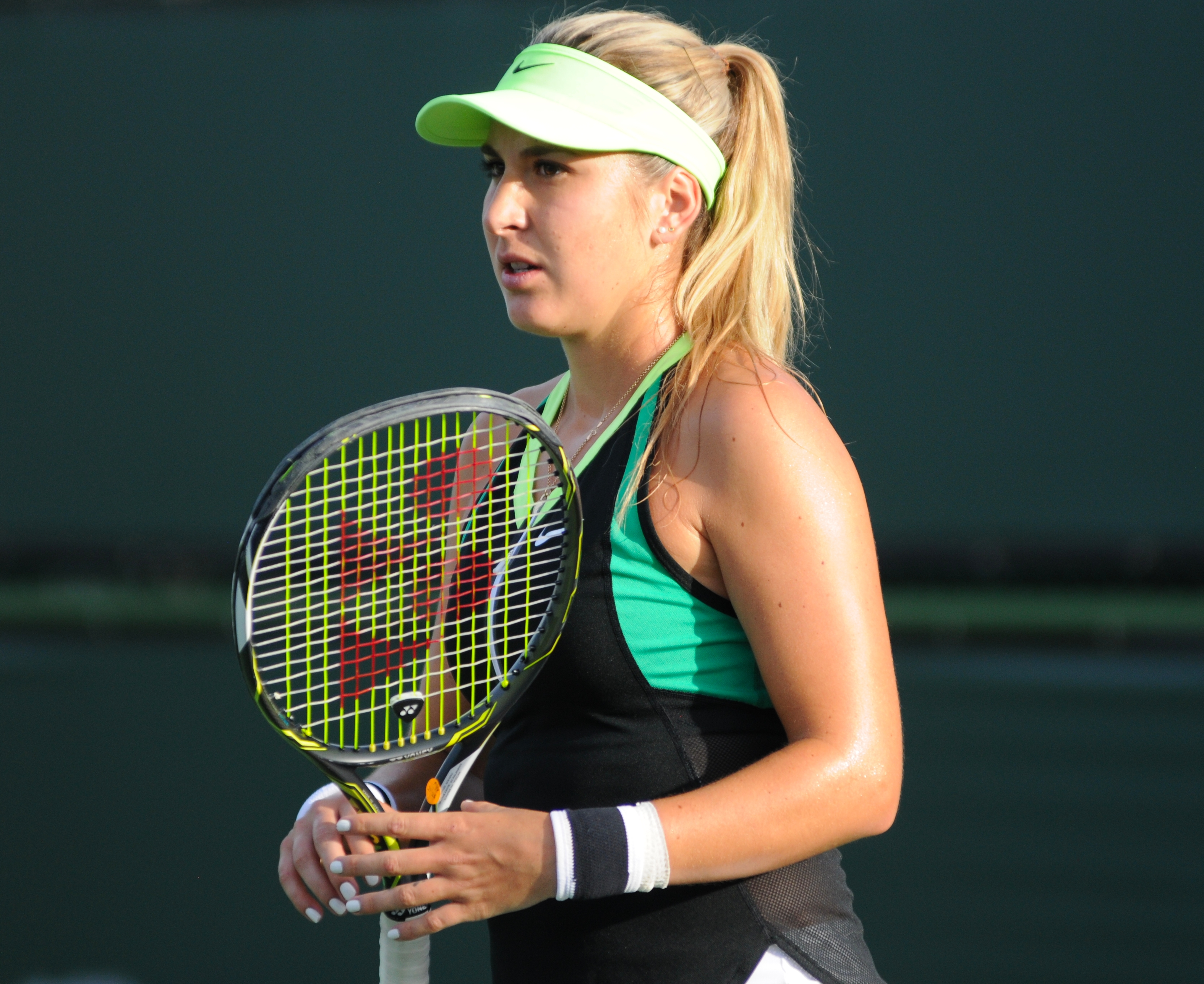
Belinda Bencic au tournoi d'Indian Wells en 2017.

Pour commencer l'année 2017, Belinda Bencic participe à la Hopman Cup avec Roger Federer, pour la première journée elle gagne contre la Britannique Heather Watson (7-5, 3-6, 6-2) en trois sets, et gagne également le double qui leur font gagner le premier point. Puis en deuxième journée, elle bat (6-3, 6-4) l'Allemande Andrea Petkovic et remporte le deuxième point avec le gain du double. Ils sont cependant éliminés de la compétition contre la France après sa défaite (4-6, 6-2, 3-6) contre Kristina Mladenovic et celle du double.
À l'Open d'Australie, elle bute sèchement au 1er tour face à Serena Williams.
Elle décide de se faire opérer de l'épaule droite et ne participe donc pas à Roland-Garros et à Wimbledon. Elle fait son retour mi-octobre, recevant une invitation de la part des organisateurs au tournoi de Linz, passant Kirsten Flipkens et Lara Arruabarrena en trois manches mais butant sur la qualifiée, Mihaela Buzărnescu (4-6, 7-5, 64-7).
En novembre, elle remporte consécutivement le WTA 125 de Hua Hin en battant Hsieh Su-wei (6-3, 6-4) en finale, et celui de Taipei s'imposant (7-63, 6-1) face à Arantxa Rus. Cette victoire lui permet de réintégrer le top 100 et lui ouvre les portes du tableau final de l'Open d'Australie, du 15 au 28 janvier 2018. Elle devient également numéro 1 à la Race, puisque le classement 2018 tient déjà compte des tournois disputés après le Masters 2017. Enfin, elle remporte mi-décembre le tournoi ITF de Dubaï, doté de 100 000 dollars.

### 2018. 1/8 de finale à Wimbledon et finale d'International
Pour commencer l'année 2018, Belinda Bencic participe comme l'année précédente à la Hopman Cup avec Roger Federer. Pour la première journée, elle gagne contre la Japonaise Naomi Osaka (7-5, 6-3), et gagne également le double qui leur font gagner le premier point. Puis en deuxième journée, elle bat (6-1, 3-6, 6-3) la Russe Anastasia Pavlyuchenkova et remporte le deuxième point avec le gain du double. Enfin pour la dernière journée, elle vainc la 10e mondiale, Coco Vandeweghe (7-66, 6-4) dans une rencontre sérieuse et remporte le troisième point avec le gain du double pour se qualifier pour la finale. Contre les Allemands, elle s'incline pour la première fois contre Angelique Kerber (4-6, 1-6) mais remporte aisément le double, gagnant pour la première fois la Hopman Cup, lançant à merveille leurs saisons respectives et en confiance avant l'Open d'Australie.
Pour l'Open d'Australie, Bencic commence au premier tour par un gros affrontement face à la 5e mondiale et finaliste sortante, Venus Williams. Dans une rencontre accrochée malgré le score, elle s'impose (6-3, 7-5) en 1 h 54 pour la première fois contre l'Américaine, confirmant sa forme depuis plusieurs semaines, et rencontre au second tour, la qualifiée Luksika Kumkhum,. Elle s'inclinera sèchement au tour suivant par la qualifiée surprise, Luksika Kumkhum.
Après des semaines de galères et de contre-performances au premier ou second tours de tournoi, elle revient sur le gazon de Wimbledon. Battant la 6e mondiale, la Française Caroline Garcia (7-62, 6-3) d'entrée, puis se sort du piège Alison Riske (1-6, 7-610, 6-2) au terme d'un tie break à suspense conclu 12-10. Elle se qualifie pour les 1/8 de finale, une première à ce stade depuis l'Open d'Australie 2016 en battant (6-1, 7-63) l'Espagnole Carla Suárez Navarro. Elle s'inclinera face à la future lauréate, l'Allemande Angelique Kerber (3-6, 65-7) dans un tournoi qui aura perdue beaucoup de têtes de séries.
Sur le ciment américain d'août, Bencic atteint deux 1/4 de finale à Washington puis à New Haven en tant que lucky loser.
Elle retrouve des couleurs sur la fin de saison d'abord au tournoi de Luxembourg avec une finale mais perdue face à 9e mondiale et tête de série numéro 1, Julia Görges. En ayant battue Kirsten Flipkens, Vera Lapko et sortie vainqueur après un gros duel face à Dayana Yastremska (6-2, 3-6, 7-65). Et un titre ITF à Las Vegas, doté de 80 000 dollars en battant Nicole Gibbs (7-5, 6-1) en finale.

### 2019.2etitreà Dubaï, demi-finale à l'US Open, participation aux Masters et retour dans le top 10
Pour commencer l'année, Belinda Bencic participe de nouveau comme l'année précédente à la Hopman Cup avec Roger Federer. Pour la première journée, elle gagne contre l'Anglaise Katie Boulter (6-2, 7-60), et gagne également le double qui leur font gagner le premier point. Puis en deuxième journée, elle est vaincue par Serena Williams (6-4, 4-6, 3-6) mais en trois manches et remporte malgré tout le deuxième point avec le gain du double. Enfin pour la dernière journée, elle est de nouveau battue en simple par María Sákkari (3-6, 4-6), puis ils perdent le double mais se qualifie finalement pour la finale grâce à la victoire de Federer sur Stéfanos Tsitsipás. Contre les Allemands comme en 2018, elle s'incline à nouveau contre Angelique Kerber (4-6, 66-7) mais remporte le double au terme d'un tie break à suspense et multiples rebondissements ; gagnant pour la 2e fois la Hopman Cup, lançant à merveille leurs saisons respectives et en confiance avant l'Open d'Australie.
Après à Hobart, elle atteint les demi-finales en passant notamment Mihaela Buzărnescu et à nouveau Dayana Yastremska (7-62, 6-3), mais se fait battre par Anna Karolína Schmiedlová (62-7, 6-4, 3-6). Pour l'Open d'Australie, elle passe Kateřina Siniaková en trois sets, puis Yulia Putintseva avant d'être battue au 3e tour par la 6e mondiale et future finaliste, la Tchèque Petra Kvitová (1-6, 4-6).
En février, Belinda Bencic participe au tournoi de Dubaï avec une entrée en matière sereine face à la qualifiée Lucie Hradecká, puis dominatrice contre sa compatriote Stefanie Vögele mais à partir des 1/8 de finale, son parcours se complique. Elle affronte et retourne la situation face à la 9e mondiale, Aryna Sabalenka avec son nouveau statut ; écartant au passage 6 balles de match et jouant de chance pour passer ce tour. Elle bat ensuite, dans une rencontre en trois manches à nouveau (4-6, 6-4, 6-2), la no 2 mondiale Simona Halep pour atteindre le dernier carré. Puis elle atteint la finale du tournoi à la surprise générale, venant à bout de la 6e mondiale, Elina Svitolina (6-2, 3-6, 7-63) en deux heures de jeu, après avoir été menée 3-5 dans l'ultime manche et écartant plusieurs balles de match. Elle prend sa revanche de Melbourne en battant dans une rencontre décousue la tête de série numéro 2 et 4e mondiale, Petra Kvitová (6-3, 1-6, 6-2) en 1 h 43 pour remporter son 5e titre en carrière, le premier dans cette catégorie Premier 5 depuis Toronto en 2015,. Sa victoire lui permet de gagner 22 places au classement WTA et de se retrouver maintenant 23e.
Appelée par Heinz Günthardt pour jouer le tour de qualification du groupe II de la Fed Cup face à l'Italie, elle gagne ses deux matchs en simple face à Sara Errani (6-2, 7-5) et à Camila Giorgi (6-2, 6-4).
Elle poursuit sa bonne dynamique au tournoi d'Indian Wells en passant sans trop de difficultés Alison Van Uytvanck, Ekaterina Alexandrova et la no 1 mondiale et tenante du titre Naomi Osaka (6-3, 6-1) en 1 h 7 de jeu. Elle est finalement éliminée en demi-finale par l'Allemande Angelique Kerber (4-6, 2-6) après avoir battu une autre membre du top 10, la Tchèque Karolína Plíšková (6-3, 4-6, 6-3). Son parcours à Indian Wells lui permet de retrouver le top 20, à la 20e place, trois ans après sa dernière apparition dans ce classement.
Elle est éliminée dès le second tour (mais son premier match dû à son statut de tête de série) du tournoi de Miami par la Kazakhe Yulia Putintseva. Elle se rassure un peu en atteignant les quarts de finale à Charleston où elle est éliminée par la Croate Petra Martić. S'ensuivent deux défaites assez tôt : au premier tour au tournoi de Lugano par l'Allemande Antonia Lottner, et au second tour à Stuttgart par la Néerlandaise Kiki Bertens.

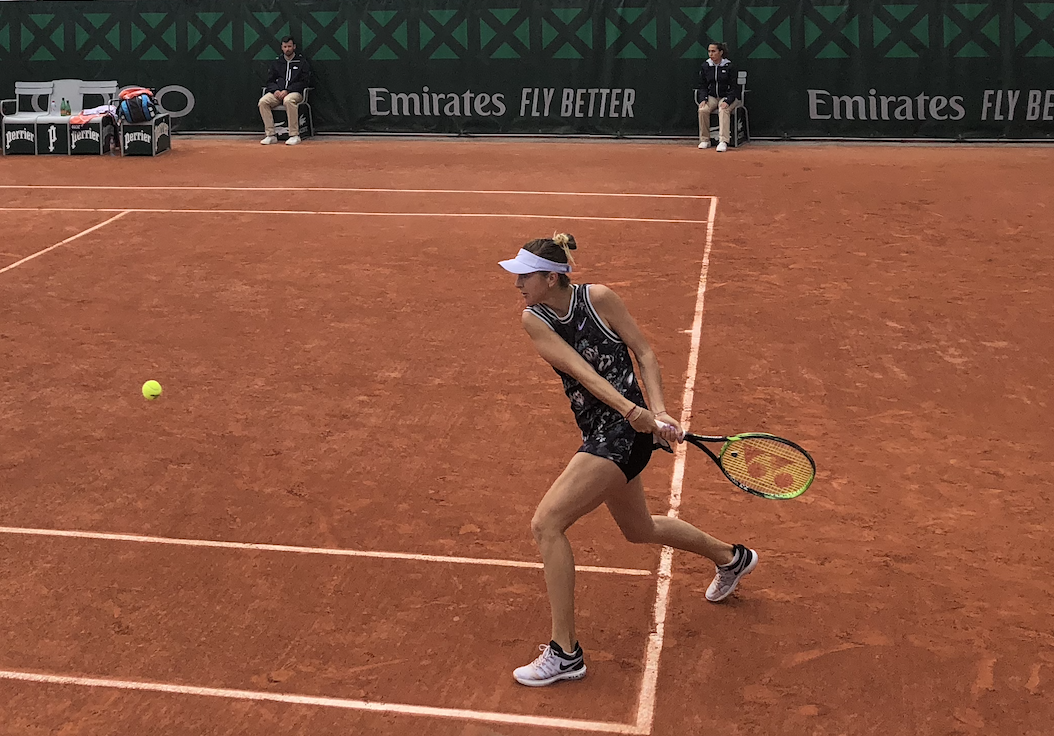
Belinda Bencic en double aux Internationaux de France 2019.

Elle crée à nouveau la surprise au tournoi de Madrid où elle s'offre à nouveau la numéro un mondiale, Naomi Osaka, en quart de finale (3-6, 6-2, 7-5) après avoir écarté la Belge Alison Van Uytvanck, la Russe Svetlana Kuznetsova et l'Ukrainienne Kateryna Kozlova. Elle est à nouveau éliminée aux portes de la finale par la Roumaine Simona Halep dans un match très accroché jusqu'au troisième set qu'elle perd 6-0 (2-6, 7-62, 0-6). Ce résultat lui permet de retrouver le top 15, en 15e position. À Rome, elle craque face à la Française Kristina Mladenovic dès les seizièmes de finale.
À Roland-Garros, elle passe facilement la Française Jessika Ponchet (6-1, 6-4), puis passe en trois sets l'Allemande Laura Siegemund (4-6, 6-4, 6-4) se qualifiant pour son premier seizième de finale à Roland-Garros. Elle s'incline ensuite face à la Croate Donna Vekić (4-6, 1-6).
En préparation de Wimbledon, elle prend part au tournoi de Mallorca où elle atteint la finale après avoir battue la Suédoise Rebecca Peterson (7-5, 6-4), l'Américaine Shelby Rogers (5-7, 6-3, 3-1 ab.), l'Américaine Amanda Anisimova (6-2, 6-2) et la numéro 6 mondiale, l'Allemande Angelique Kerber, (2-6, 7-62, 6-4). Elle s'incline finalement face à l'Américaine Sofia Kenin dans un match disputé (7-62, 65-7, 6-4). S'ensuit le tournoi d'Eastbourne où elle est éliminée dès les seizièmes de finale par la Russe Ekaterina Alexandrova (7-66, 2-6, 3-6), quelques heures après avoir éliminé une autre Russe, Veronika Kudermetova (6-3, 6-4).
À Wimbledon, elle atteint pour la troisième fois, cette année, en Grand Chelem le stade des seizièmes de finale. Tête de série no 13, elle élimine la Russe Anastasia Pavlyuchenkova (6-2, 6-3) puis l'Estonienne Kaia Kanepi (6-3, 6-1). Elle est ensuite éliminée par l'Américaine Alison Riske (4-6, 6-4, 6-4) dans un match « frustrant » pour la Suissesse ou elle mène 3-0 (40-0) dans la troisième manche avant de perdre le match.
Sur la route de l'US Open, elle participe au tournoi de Toronto où elle se qualifie pour les huitièmes de finale après avoir écarté la Russe Anastasia Potapova (6-2, 6-1) et l'Allemande Julia Görges (5-7, 6-3, 6-4). Elle s'incline ensuite face à l'Ukrainienne Elina Svitolina, numéro 7 mondiale, en deux sets (2-6, 4-6). Elle enchaîne ensuite à Cincinnati avec une défaite sur abandon (une blessure au pied gauche) face à la Biélorusse Victoria Azarenka (4-6, 1-0). Cette blessure à une semaine du dernier Grand Chelem compromet sa participation au tournoi.
À l'US Open, elle sort un jeu époustouflant qui la mènera jusqu'à sa première demi-finale en Majeur. Tête de série no 13, elle passe facilement la Luxembourgeoise Mandy Minella (6-3, 6-2). S'ensuivent des matchs où elle bataille pour arriver au bout : la Française Alizé Cornet (6-4, 1-6, 6-2), un forfait de l'Estonienne Anett Kontaveit, la numéro 1 mondiale et tenante du titre, la Japonaise Naomi Osaka (7-5, 6-4) puis la Croate Donna Vekić (7-65, 6-3). Elle finit par tomber face à la future vainqueur du tournoi, la surprenante Canadienne Bianca Andreescu (63-7, 5-7). Cette demi-finale lui permet de revenir dans le Top 10, à la dixième place.
Alors sur une bonne lancée pour la tournée asiatique, la Suissesse tombe dès son entrée en lice à Wuhan face à la Russe Veronika Kudermetova (6-2, 3-6, 4-6). Elle se hisse ensuite au 3e tour du tournoi de Chine après avoir battue la Taïwanaise Hsieh Su-wei (7-5, 6-2) et l'Américaine Venus Williams (3-6, 6-3, 7-5). Elle chute finalement face à la Tchèque Petra Kvitová (3-6, 3-6), ce qui voit ses espoirs de qualification au Masters diminuer. Engagée au tournoi de Linz, elle est battue d'entrée par l'Allemande Anna-Lena Friedsam (4-6, 6-2, 2-6).
Pour espérer une qualification au Masters, elle doit rejoindre la finale du tournoi de Moscou. Ce qu'elle fait et va même jusqu'à remporter le 4e titre de sa carrière en simple ! Pour cela, elle passe la Slovène Polona Hercog (1-6, 6-3, 6-4), la Belge Kirsten Flipkens (7-68, 6-1), la Française Kristina Mladenovic (6-3, 6-4) et finalement la Russe Anastasia Pavlyuchenkova (3-6, 6-1, 6-1).
Qualifiée aux dépens de l'Américaine Serena Williams, Bencic rentre dans son premier Masters tête de série no 8. Elle est dans le groupe Rouge avec Ashleigh Barty (numéro 1 mondiale), Petra Kvitová (numéro 7 mondiale) et initialement Naomi Osaka (numéro 3 mondiale), cette dernière remplacée par Kiki Bertens après son forfait au cours de la compétition. En phase de groupe, elle est tout d'abord battue par Ashleigh Barty dans un match où elle empoche la première manche avant de s'effondrer dans les deux manches suivantes (7-5, 1-6, 2-6). Elle se défait ensuite de Petra Kvitová dans un match en ciselé où elle craque totalement dans le deuxième set (6-3, 1-6, 6-4). Pouvant espérer une qualification dans le dernier carré de la compétition en cas de victoire, elle remporte un match d'abord accroché mais finalement gagné à la suite de l’abandon de son adversaire, Kiki Bertens (7-5, 1-0). En demi-finale, elle rencontre la tenante du titre, l'Ukrainienne Elina Svitolina. Ce match est très accroché : elle remporte le premier set puis perd le second. Elle est contrainte à l'abandon dans le dernier set, blessée au dos et à l'adducteur droit (7-5, 3-6, 1-4).
Elle finit l'année à la 8e place en simple et à la 111e en double.

### 2020. Pas de résultats significatifs
L'année 2020 de Belinda Bencic commence au tournoi de Shenzhen où, tête de série no 1, elle est éliminée dès le premier tour par la Russe Anna Blinkova (6-3, 3-6, 3-6). Le 8 janvier, elle annonce sur les réseaux sociaux, suivant le mouvement initié par Nick Kyrgios, verser 200 dollars par double fautes lors du tournoi d'Adélaïde et de l'Open d'Australie pour l'aide auprès des victimes des incendies en Australie.
Elle enchaîne donc par le tournoi d'Adélaïde en tant que tête de série no 4. Elle bat la Russe Daria Kasatkina (6-4, 6-4) puis difficilement l'Allemande Julia Görges (7-66, 7-64). Elle est finalement éliminée en quart de finale par l'Américaine Danielle Collins (3-6, 1-6).
À l'Open d'Australie, elle est tête de série no 6. Elle se qualifie pour le 3e tour après avoir éliminé la Slovaque Anna Karolína Schmiedlová (6-3, 7-5) et la Lettone Jeļena Ostapenko (7-5, 7-5). Elle est finalement sortie dans un match de 45 minutes par l'Estonienne Anett Kontaveit (0-6, 1-6).
Elle fait partie de l'équipe de Suisse pour le tour de qualifications face au Canada, organisé les 7 et 8 février. Elle est alignée par Heinz Günthardt sur les simple où elle bat Gabriela Dabrowski (6-1, 6-2) mais est surprise par Leylah Annie Fernandez (2-6, 63-7). Finalement, la Suisse se qualifie pour la phase finale.
Elle enchaîne ensuite avec le tournoi de Saint-Pétersbourg où, tête de série no 1, elle bénéfice d'une qualification directe pour le deuxième tour. Après avoir battue la locale Svetlana Kuznetsova (7-64, 6-4), elle tombe face à la Grecque et tête de série no 6 María Sákkari (6-2, 4-6, 3-6). Malgré tout, elle devient 4e mondiale à la suite de cette semaine, son meilleur classement. S'ensuit une défaite d'entrée au tournoi de Dubaï en tant que tête de série no 4 face à la Russe Anastasia Pavlyuchenkova (1-6, 6-1, 6-1) alors qu'elle est tenante du titre. Elle fait mieux au tournoi de Doha où, tête de série no 4, elle écarte la Russe Veronika Kudermetova (6-4, 4-6, 7-64) et la Kazakhe Yulia Putintseva (6-4, 6-3). En quart de finale, elle affronte la Russe Svetlana Kuznetsova qui la bat en deux sets (4-6, 4-6).
La pandémie de Covid-19 stoppant le tennis féminin à partir du 9 mars 2020, la saison 2020 est suspendue. Début juillet, elle reprend peu à peu la compétition dans des évènements plus locaux. Le tour féminin WTA recommence le 3 août 2020
Le 15 août 2020, elle annonce renoncer à l'US Open.

### 2021. Championne olympique en simple et médaillée d'argent en double
Elle commence l'année par une défaite en entrée de Melbourne contre Sorana Cîrstea, qu'elle affronte pour la première fois. Elle atteint la semaine suivante le troisième tour de l'Open d'Australie pour la troisième année de suite, éliminée par Elise Mertens (2-6, 1-6).
Fin février, après avoir battue une repêchée, Misaki Doi puis deux qualifiées, Storm Sanders et la jeune Coco Gauff, elle dispute sa première finale de l'année à Adelaïde contre la Polonaise Iga Świątek et perd (2-6, 2-6). Il s'ensuit une période de creux avec trois victoires en cinq tournois, battue d'entrée à Doha et Charleston et au deuxième tour de Dubaï, Miami et Stuttgart.
Elle rallie les quarts de finale sur la terre battue espagnole de Madrid, en disposant de deux qualifiées, Kristina Mladenovic et Bernarda Pera, puis profite de l'abandon de Ons Jabeur. Elle est éliminée comme à Charleston par la locale Paula Badosa (4-6, 5-7). Elle termine la tournée sur terre battue par deux nouveaux résultats décevants battue d'entrée par Kristina Mladenovic qui prend sa revanche à Rome et au deuxième tour de Roland Garros par la Russe Daria Kasatkina.
Elle rebondit mi-juin au début de la tournée sur gazon en éliminant au tournoi de Berlin la locale Jule Niemeier, Petra Martić, prend sa revanche sur Ekaterina Alexandrova en quarts de finale au terme d'un match serré (6-4, 4-6, 7-6), puis la Française Alizé Cornet en demi pour rejoindre sa deuxième finale de l'année. Elle y affronte la qualifiée Liudmila Samsonova, 106e mondiale. Elle perd la rencontre en trois manches (6-1, 1-6, 6-3).
Elle bat de nouveau la Croate Petra Martić la semaine suivante à Eastbourne mais s'incline face à sa compatriote Viktorija Golubic au tour suivant et au premier tour à Wimbledon contre la Slovène Kaja Juvan. C'est la première fois de sa carrière qu'elle s'incline au premier tour du Grand Chelem londonien.
Le 31 juillet 2021, elle devient championne olympique en simple lors des Jeux olympiques 2020 à Tokyo en battant en finale la Tchèque Markéta Vondroušová en trois sets (7-5, 2-6, 6-3). Cela fait de Bencic la deuxième joueuse de tennis suisse à avoir remporté la médaille d’or (hommes et femmes confondus) après Marc Rosset (médaille d’or en 1992). Le lendemain, elle perd en finale du double avec sa partenaire Viktorija Golubic contre la paire tchèque composée de Barbora Krejčíková et de Kateřina Siniaková en deux sets (5-7, 1-6).
Elle enchaîne jusqu'à la fin de l'année les bonnes performances en atteignant les quarts de finale à Cincinnati (battue par sa compatriote Jil Teichmann), l'US Open (en éliminant Iga Świątek (7-6, 6-3) et battue par la future lauréate Emma Raducanu), Luxembourg (défait par Liudmila Samsonova), Ostrava et Chicago, au cours duquel elle se blesse au genou.

### 2022. Titre à Charleston
Le début d'année est mitigé pour elle, s'inclinant en quarts de finale à Sydney contre Paula Badosa, 9e mondiale, puis au deuxième tour de l'Open d'Australie contre Amanda Anisimova. C'est la première fois que l'Américaine la vainc. Elle atteint les quarts de finale à Saint-Petersburg, puis enchaîne deux défaites à Doha et Indian Wells au premier tour.
Mi-mars, elle se présente à Miami et bat successivement Marta Kostyuk, Heather Watson, Aliaksandra Sasnovich et Daria Saville pour accéder aux demi-finales. Elle s'incline contre l'ancienne numéro une mondiale Naomi Osaka en trois sets (6-4, 3-6, 4-6). C'est sa meilleure performance dans cette catégorie de tournoi depuis Madrid en 2019.
Dans sa lancée, elle dispute le tournoi de Charleston. Elle s'impose au premier tour contre Wang Xinyu de justesse en trois sets (4-6, 7-6, 6-3) après avoir été mené (4-6, 3-5) puis contre la jeune Linda Fruhvirtová, wild-card (6-1, 7-6). En huitièmes de finale, elle élimine Madison Keys, qu'elle n'a plus battu depuis sept ans (6-4, 6-4) puis prend sa revanche contre Paula Badosa, numéro trois mondiale désormais en quarts de finale, qu'elle n'avait jamais battu (2-6, 7-6, 6-4). Elle bat en demi-finale la Russe Ekaterina Alexandrova en deux sets puis se débarrasse de la Tunisienne Ons Jabeur en trois sets accrochés (6-1, 5-7, 6-4) pour remporter le sixième titre de sa carrière, le premier sur terre battue.
Elle est éliminée par la suite en huitièmes de finale à Madrid contre la Tunisienne Ons Jabeur, prenant ainsi sa revanche, puis une deuxième fois de la saison par Amanda Anisimova au deuxième tour de Rome.
Durant le mois de mai, elle égale sa meilleure performance en atteignant le troisième tour du tournoi de Roland-Garros 2022, s'inclinant contre la Canadienne Leylah Fernandez (5-7, 6-3, 5-7).
Elle atteint la finale du tournoi de Berlin, sur gazon en juin en s'imposant notamment contre la Russe Veronika Kudermetova, et la Grecque María Sákkari, numéro six mondiale en demi-finales. Déjà finaliste l'année dernière, elle s'incline de nouveau en finale contre la Tunisienne Ons Jabeur, contrainte à l'abandon à cause d'une blessure causée par une glissade. Tout comme en 2021, elle s'incline fin juin au premier tour à Wimbledon, face à la Chinoise Wang Qiang, 140e mondiale, pour son premier match contre elle.
Elle atteint ensuite les quarts de finale à Lausanne et Toronto, puis le troisième tour à l'US Open. En fin de saison, elle est demi-finaliste à Tallinn, puis perd au deuxième tour à Guadalajara, battue par Sloane Stephens, qu'elle n'avait plus joué depuis sept ans.
En novembre, elle permet à la Suisse de remporter pour la première fois la Fed Cup tenue à Glasgow grâce à ses victoires sur Leylah Fernandez, Jasmine Paolini, Karolína Plíšková et Ajla Tomljanović en finale.

### 2023. 7eet 8etitres à Adelaïde et Abou Dhabi, finale à Charleston
Mi-janvier, elle s'impose sur le second tournoi d'Adelaïde en éliminant l'ancienne no 1 mondiale Garbiñe Muguruza (6-3, 6-4), la qualifiée Russe Anna Kalinskaya (6-3, 6-3), la dernière vainqueur du Masters Caroline Garcia (6-2, 3-6, 6-4) et profite du forfait de Veronika Kudermetova pour rallier la finale. Elle s'impose sans difficulté contre une autre Russe, Daria Kasatkina (6-0, 6-2) et fait son retour dans le top 10. La semaine suivante elle s'affirme comme une des outsiders pour l'Open d'Australie. Elle s'impose facilement contre Viktoriya Tomova (6-1, 6-2), Claire Liu (7-63, 6-3) et Camila Giorgi (6-2, 7-5) pour rallier les huitièmes de finale pour la seconde fois de sa carrière, la première depuis sept années. Elle tombe néanmoins à ce stade contre la Biélorusse cinquième mondiale et future gagnante du tournoi Aryna Sabalenka (5-7, 2-6).
Elle rejoue mi-février à Abou Dhabi et emporte des victoires sur Marta Kostyuk (6-4, 7-5), la qualifiée Américaine Shelby Rogers (7-6, 6-2) et la Brésilienne Beatriz Haddad Maia (6-2, 6-3). En finale, elle renverse la Russe Liudmila Samsonova en écartant trois balles de match (1-6, 7-68, 6-4) pour emporter son huitième titre, le second en deux mois. Elle écarte deux nouvelles joueuses la semaine suivante à Doha : la Bulgare Viktoriya Tomova (6-0, 6-1) et la récente demi-finaliste de l'Open d'Australie Victoria Azarenka (1-6, 7-64, 6-4). Fatiguée, elle déclare forfait en quarts de finale contre la no 1 Iga Świątek.
La semaine suivante, elle élimine de nouveau au premier tour de DubaÏ Marta Kostyuk difficilement (6-7, 7-6, 6-4) puis est battue par la Tchèque Karolína Muchová (1-6, 4-6). Mi-mars, elle est sortie d'entrée par sa compatriote à Indian Wells, Jil Teichmann (6-3, 3-6, 3-6), puis élimine Leylah Fernandez (6-1, 6-1) avant de tomber contre la Russe Ekaterina Alexandrova (6-7, 3-6) au troisième tour à Miami.

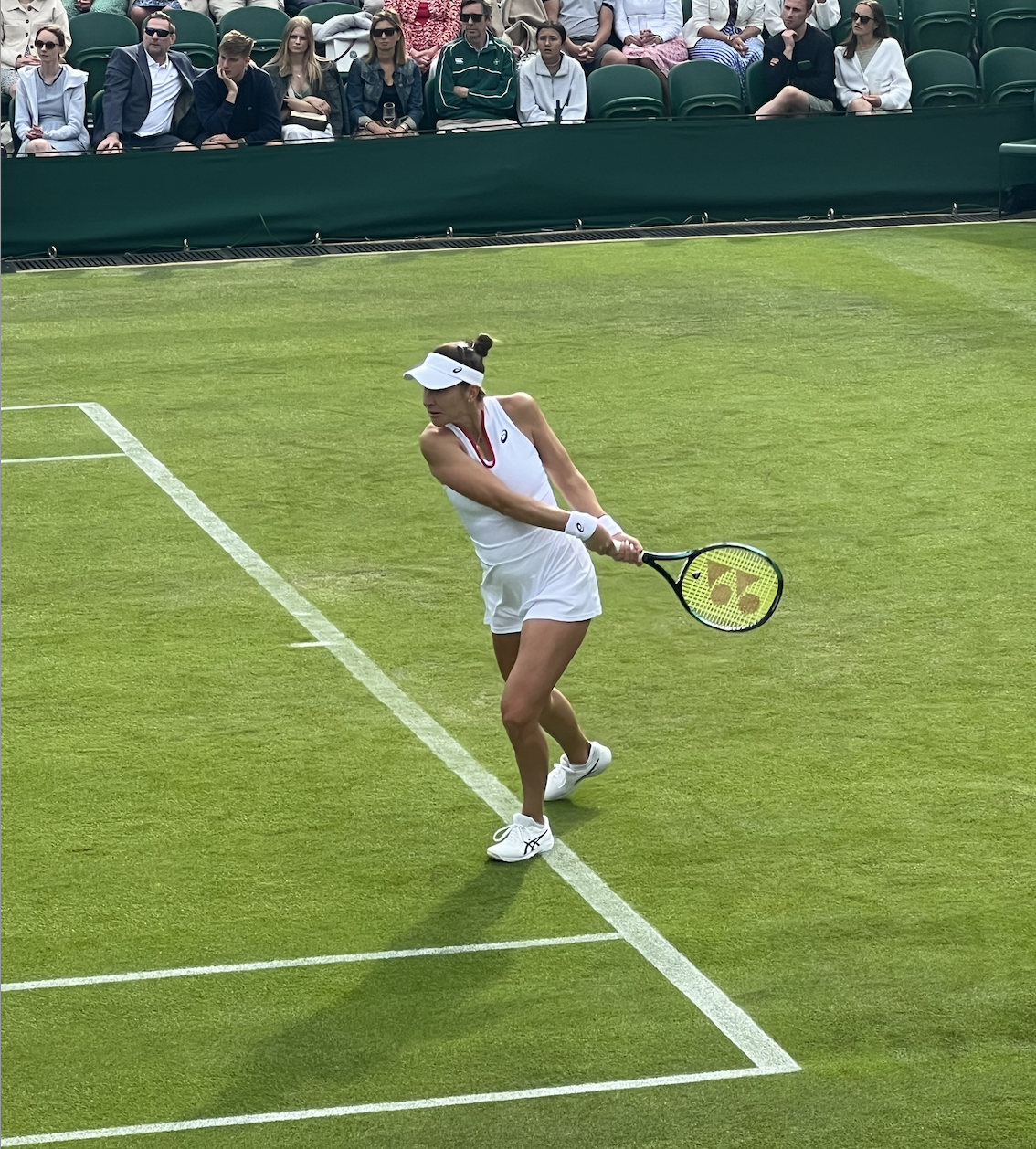
Bencic arme un revers au premier tour de Wimbledon 2023.

Début avril, elle part à la défense de son titre à Charleston. Elle confirme ses bonnes dispositions sur la terre battue américaine en battant la qualifiée Katherine Sebov (6-0, 6-3), les Américaines Shelby Rogers (4-6, 7-5, 6-2) et Jessica Pegula (7-5, 7-65 et no 3 mondiale) et la Russe Ekaterina Alexandrova (6-3, 6-3). Elle affronte comme l'année dernière la Tunisienne Ons Jabeur en finale, mais s'incline cette fois-ci (6-76, 4-6).
Fin mai, elle s'incline au premier tour de Roland-Garros contre la Russe repêchée des qualifications Elina Avanesyan (3-6, 6-2, 4-6). Elle atteint ensuite les huitièmes de finale à Wimbledon, où elle est battue par la no 1 mondiale Iga Świątek, malgré deux balles de match en sa faveur au deuxième set (7-64, 6-72, 3-6).Elle avait auparavant battu Katie Swan, invitée par les organisateurs (7-5, 6-2), sorti difficilement l'ancienne Top 10 Danielle Collins (3-6, 6-4, 7-6) et vaincue facilement la demi-finaliste de l'Open d'Australie Magda Linette (6-3, 6-1). 
Elle dispute le tournoi de Washington, la capitale américaine début août, profite de l'abandon d'Anastasia Potapova et s'impose contre la qualifiée Lauren Davis (6-1, 6-4) pour rallier les quarts de finale. Elle perd sèchement à ce stade contre la jeune locale Coco Gauff (1-6, 2-6), septième au classement WTA. Comme l'année dernière, elle fait ensuite un bon parcours à l'Open du Canada, tournoi perturbé par la pluie où elle se défait d'Alycia Parks (6-3, 5-7, 6-4) et de l'ancienne numéro deux Petra Kvitová (6-7, 6-3, 6-1), qu'elle n'avait plus affronté depuis quatre ans. Arrivée en quarts de finale, elle joue la surprise Liudmila Samsonova qui avait éliminé la numéro deux mondiale Aryna Sabalenka quelques instants plus tôt. Elle tombe contre la Russe (4-6, 4-6). La semaine suivante est plus décevante avec une sortie dès le premier match à Cincinnati, contre la qualifiée Cristina Bucșa (6-4, 3-6, 2-6). 
À l'US Open, elle bénéficie d'un tableau ouvert et se défait facilement de la Russe Kamilla Rakhimova (6-2, 6-4) puis de la qualifié Yuriko Miyazaki (6-3, 6-3), puis sort difficilement la Chinoise Zhu Lin (7-6, 2-6, 6-3) pour jouer les huitièmes de finale. Opposée à la Roumaine Sorana Cîrstea, qui n'a plus joué un quart en Grand Chelem depuis 2009, elle s'incline en deux sets (3-6, 3-6). Elle tombe dès le premier tour à San Diego la semaine suivante contre la qualifié Biélorusse Aliaksandra Sasnovich (3-6, 6-3, 2-6).

### 2024. Grossesse
L'année 2024 commence par un forfait à l'Open d'Australie pour cause de maternité. Elle met au monde une fille en avril et annonce son retour à la Billie Jean King Cup en novembre.

### 2025. Demi-finale à Wimbledon, 9etitre à Abou Dhabi et quart à Indian Wells
Elle arrive jusqu'en huitièmes de finale à l'Open d'Australie, s'inclinant en trois sets face à Coco Gauff (7-5, 2-6, 1-6), après avoir éliminé au troisième tour sur abandon l'ancienne numéro une mondiale Naomi Osaka qui venait de perdre le jeu décisif de la première manche.
Elle s'envole pour la péninsule arabique en février et dispute en tant qu'ancienne vainqueur le tournoi d'Abou Dhabi. Elle confirme son retour réussi en sortant la Slovaque Rebecca Šramková (6-2, 3-6, 6-1) au premier tour puis en infligeant deux roues de bicyclette à la Russe repêchée Veronika Kudermetova, ancienne Top 10 (6-0, 6-0). Elle s'offre une autre ancienne Top 10, la Tchèque Markéta Vondroušová, sur le retour (7-5, 6-3) et en demi-finale la tenante du titre et numéro cinq mondiale Elena Rybakina (3-6, 6-3, 6-4) pour disputer sa première finale depuis deux ans. Jouant contre la jeune novice Américaine Ashlyn Krueger qui joue sa deuxième finale seulement en carrière, elle se fait peur comme il y a deux ans, mais réussit à renverser la situation (4-6, 6-1, 6-1) pour remporter son neuvième titre, le second à Abou Dhabi, devenant la première joueuse de l'histoire du tournoi à repartir deux fois avec le trophée, effectuant logiquement son retour dans le Top 100. Elle s'envole en mars pour Indian Wells et réussit à rallier les quarts de finale pour la première fois depuis six saison, écrasant l'Allemande Tatjana Maria (6-1, 6-1) avant de connaître plus de difficultés contre la récente vainqueur de Doha Amanda Anisimova (6-4, 6-7, 6-1). Elle continue son parcours, solide contre la jeune Diana Shnaider (6-4, 6-4) et renversante face à la troisième joueuse mondiale, Coco Gauff (3-6, 6-3, 6-4). Elle subit en quarts les foudres de Madison Keys, vainqueur de son premier Grand Chelem en début d'année à l'Open d'Australie, n'inscrivant que deux jeux (1-6, 1-6).
Elle refait parler d'elle sur gazon, à Wimbledon en ralliant la deuxième semaine grâce à un tableau ouvert et des victoires sur Alycia Parks (6-0, 6-3), la qualifiée Française Elsa Jacquemot (4-6, 6-1, 6-2) qui vient de gagner son premier match ici et l'Italienne Elisabetta Cocciaretto (6-4, 3-6, 7-6). Elle sort en huitièmes de finale la spécialiste de la surface Ekaterina Alexandrova (7-6, 6-4), pour jouer son premier quart de finale à Londres contre une autre Russe, la jeune Mirra Andreeva. Face à la septième joueuse mondiale, elle s'impose lors des deux tie-breaks du match et rallie ainsi le dernier carré d'un Grand Chelem pour la deuxième fois de sa carrière, la première depuis l'US Open 2019. Elle joue une autre novice sur le gazon du Temple, la championne et ancienne numéro une Iga Świątek qui l'écrase (2-6, 0-6) et met fin à ses rêves, accédant à sa première finale à Wimbledon.

## Palmarès

### Titres en simple dames
| No | Date       | Nom et lieu du tournoi                 | Catégorie     | Dotation    | Surface      | Finaliste                | Score               |          |
| -- | ---------- | -------------------------------------- | ------------- | ----------- | ------------ | ------------------------ | ------------------- | -------- |
| 1  | 21-06-2015 | AEGON International, Eastbourne        | Premier       | 731 000 $   | Gazon (ext.) | Agnieszka Radwańska      | 6-4, 4-6, 6-0       | Parcours |
| 2  | 10-08-2015 | Rogers Cup by National Bank, Toronto   | Premier 5     | 2 513 000 $ | Dur (ext.)   | Simona Halep             | 7-65, 6-74, 3-0 ab. | Parcours |
| 3  | 17-02-2019 | Duty Free Tennis Championships, Dubaï  | Premier 5     | 2 527 250 $ | Dur (ext.)   | Petra Kvitová            | 6-3, 1-6, 6-2       | Parcours |
| 4  | 20-10-2019 | VTB Kremlin Cup, Moscou                | Premier       | 1 032 000 $ | Dur (int.)   | Anastasia Pavlyuchenkova | 3-6, 6-1, 6-1       | Parcours |
| 5  | 24-07-2021 | Jeux olympiques, Tokyo                 | J. olympiques | NC          | Dur (ext.)   | Markéta Vondroušová      | 7-5, 2-6, 6-3       | Parcours |
| 6  | 04-04-2022 | Credit One Charleston Open, Charleston | WTA 500       | 888 636 $   | Terre (ext.) | Ons Jabeur               | 6-1, 5-7, 6-4       | Parcours |
| 7  | 09-01-2023 | Adélaïde International 2, Adélaïde     | WTA 500       | 780 637 $   | Dur (ext.)   | Daria Kasatkina          | 6-0, 6-2            | Parcours |
| 8  | 06-02-2023 | Mubadala Abu Dhabi Open, Abou Dabi     | WTA 500       | 780 637 $   | Dur (ext.)   | Liudmila Samsonova       | 1-6, 7-68, 6-4      | Parcours |
| 9  | 03-02-2025 | Mubadala Abu Dhabi Open, Abou Dabi     | WTA 500       | 1 064 510 $ | Dur (ext.)   | Ashlyn Krueger           | 4-6, 6-1, 6-1       | Parcours |

### Finales en simple dames
| No | Date       | Nom et lieu du tournoi                          | Catégorie | Dotation    | Surface      | Vainqueure          | Score           |          |
| -- | ---------- | ----------------------------------------------- | --------- | ----------- | ------------ | ------------------- | --------------- | -------- |
| 1  | 06-10-2014 | Tianjin Open, Tianjin                           | Intern'l  | 250 000 $   | Dur (ext.)   | Alison Riske        | 6-3, 6-4        | Parcours |
| 2  | 08-06-2015 | Topshelf Open, Bois-le-Duc                      | Intern'l  | 250 000 $   | Gazon (ext.) | Camila Giorgi       | 7-5, 6-3        | Parcours |
| 3  | 21-09-2015 | Toray Pan Pacific Open, Tokyo                   | Premier   | 1 000 000 $ | Dur (ext.)   | Agnieszka Radwańska | 6-2, 6-2        | Parcours |
| 4  | 08-02-2016 | St. Petersburg Ladies Trophy, Saint-Pétersbourg | Premier   | 753 000 $   | Dur (int.)   | Roberta Vinci       | 6-4, 6-3        | Parcours |
| 5  | 15-10-2018 | BGL BNP Paribas Luxembourg Open, Luxembourg     | Intern'l  | 250 000 $   | Dur (int.)   | Julia Görges        | 6-4, 7-5        | Parcours |
| 6  | 17-06-2019 | Mallorca Open, Calvià                           | Intern'l  | 226 750 $   | Gazon (ext.) | Sofia Kenin         | 62-7, 7-65, 6-4 | Parcours |
| 7  | 22-02-2021 | Adelaide International, Adélaïde                | WTA 500   | 535 530 $   | Dur (ext.)   | Iga Świątek         | 6-2, 6-2        | Parcours |
| 8  | 14-06-2021 | bett1open, Berlin                               | WTA 500   | 456 073 $   | Gazon (ext.) | Liudmila Samsonova  | 1-6, 6-1, 6-3   | Parcours |
| 9  | 13-06-2022 | Bett1Open, Berlin                               | WTA 500   | 757 900 $   | Gazon (ext.) | Ons Jabeur          | 6-3, 2-1 ab.    | Parcours |
| 10 | 03-04-2023 | Credit One Charleston Open, Charleston          | WTA 500   | 780 637 $   | Terre (ext.) | Ons Jabeur          | 7-66, 6-4       | Parcours |

### Titres en double dames
| No | Date       | Nom et lieu du tournoi       | Catégorie | Dotation  | Surface      | Partenaire          | Finalistes                       | Score     |          |
| -- | ---------- | ---------------------------- | --------- | --------- | ------------ | ------------------- | -------------------------------- | --------- | -------- |
| 1  | 27-04-2015 | J&T Banka Prague Open Prague | Intern'l  | 250 000 $ | Terre (ext.) | Kateřina Siniaková  | Kateryna Bondarenko Eva Hrdinová | 6-2, 6-2  | Parcours |
| 2  | 03-08-2015 | Citi Open Washington         | Intern'l  | 250 000 $ | Dur (ext.)   | Kristina Mladenovic | Lara Arruabarrena Andreja Klepač | 7-5, 7-67 | Parcours |

### Finale en double dames
| No | Date       | Nom et lieu du tournoi | Catégorie     | Dotation | Surface    | Vainqueures                           | Partenaire        | Score    |          |
| -- | ---------- | ---------------------- | ------------- | -------- | ---------- | ------------------------------------- | ----------------- | -------- | -------- |
| 1  | 24-07-2021 | Jeux olympiques Tokyo  | J. olympiques | NC       | Dur (ext.) | Barbora Krejčíková Kateřina Siniaková | Viktorija Golubic | 7-5, 6-1 | Parcours |

### Titres en double mixte
| No | Date       | Nom et lieu du tournoi        | Catégorie | Dotation      | Surface    | Partenaire    | Finalistes                        | Score        |          |
| -- | ---------- | ----------------------------- | --------- | ------------- | ---------- | ------------- | --------------------------------- | ------------ | -------- |
| 1  | 30-12-2017 | Hyundai Hopman Cup XXX Perth  | ITF       | 1 000 000 AU$ | Dur (int.) | Roger Federer | Angelique Kerber Alexander Zverev | 2 matchs à 1 | Parcours |
| 2  | 29-12-2018 | Hyundai Hopman Cup XXXI Perth | ITF       | 1 000 000 AU$ | Dur (int.) | Roger Federer | Angelique Kerber Alexander Zverev | 2 matchs à 1 | Parcours |

### Titres en simple en WTA 125
| No | Date       | Nom et lieu du tournoi            | Catégorie | Dotation  | Surface         | Finaliste    | Score     |          |
| -- | ---------- | --------------------------------- | --------- | --------- | --------------- | ------------ | --------- | -------- |
| 1  | 06-11-2017 | E@ Hua Hin Championships, Hua Hin | WTA 125   | 125 000 $ | Dur (ext.)      | Hsieh Su-wei | 6-3, 6-4  | Parcours |
| 2  | 13-11-2017 | Taipei OEC Open, Taipei           | WTA 125   | 125 000 $ | Moquette (int.) | Arantxa Rus  | 7-63, 6-1 | Parcours |

### Finale en simple en WTA 125
| No | Date       | Nom et lieu du tournoi            | Catégorie | Dotation  | Surface    | Vainqueure   | Score          |          |
| -- | ---------- | --------------------------------- | --------- | --------- | ---------- | ------------ | -------------- | -------- |
| 1  | 02-12-2024 | Open In Arte Angers Loire, Angers | WTA 125   | 115 000 $ | Dur (int.) | Alycia Parks | 7-64, 3-6, 6-0 | Parcours |

### Finale en double en WTA 125
| No | Date       | Nom et lieu du tournoi           | Catégorie | Dotation  | Surface    | Vainqueures                          | Partenaire  | Score    |          |
| -- | ---------- | -------------------------------- | --------- | --------- | ---------- | ------------------------------------ | ----------- | -------- | -------- |
| 1  | 02-12-2024 | Open In Arte Angers Loire Angers | WTA 125   | 115 000 $ | Dur (int.) | Monica Niculescu Elena-Gabriela Ruse | Céline Naef | 6-3, 6-4 | Parcours |

## Parcours en Grand Chelem

### En simple dames
| Année | Open d'Australie | Open d'Australie | Internationaux de France | Internationaux de France | Wimbledon       | Wimbledon         | US Open         | US Open           |
| ----- | ---------------- | ---------------- | ------------------------ | ------------------------ | --------------- | ----------------- | --------------- | ----------------- |
| 2014  | 2e tour (1/32)   | Li Na            | 1er tour (1/64)          | Venus Williams           | 3e tour (1/16)  | Simona Halep      | 1/4 de finale   | Peng Shuai        |
| 2015  | 1er tour (1/64)  | Julia Görges     | 2e tour (1/32)           | Madison Keys             | 1/8 de finale   | Victoria Azarenka | 3e tour (1/16)  | Venus Williams    |
| 2016  | 1/8 de finale    | Maria Sharapova  | —                        | —                        | 2e tour (1/32)  | Julia Boserup     | 3e tour (1/16)  | Johanna Konta     |
| 2017  | 1er tour (1/64)  | Serena Williams  | —                        | —                        | —               | —                 | —               | —                 |
| 2018  | 2e tour (1/32)   | Luksika Kumkhum  | 2e tour (1/32)           | M. Rybáriková            | 1/8 de finale   | Angelique Kerber  | 1er tour (1/64) | A. Sasnovich      |
| 2019  | 3e tour (1/16)   | Petra Kvitová    | 3e tour (1/16)           | Donna Vekić              | 3e tour (1/16)  | Alison Riske      | 1/2 finale      | Bianca Andreescu  |
| 2020  | 3e tour (1/16)   | Anett Kontaveit  | —                        | —                        | Annulé          | Annulé            | —               | —                 |
| 2021  | 3e tour (1/16)   | Elise Mertens    | 2e tour (1/32)           | Daria Kasatkina          | 1er tour (1/64) | Kaja Juvan        | 1/4 de finale   | Emma Raducanu     |
| 2022  | 2e tour (1/32)   | Amanda Anisimova | 3e tour (1/16)           | Leylah Fernandez         | 1er tour (1/64) | Wang Qiang        | 3e tour (1/16)  | Karolína Plíšková |
| 2023  | 1/8 de finale    | Aryna Sabalenka  | 1er tour (1/64)          | Elina Avanesyan          | 1/8 de finale   | Iga Świątek       | 1/8 de finale   | Sorana Cîrstea    |
|       |                  |                  |                          |                          |                 |                   |                 |                   |
| 2025  | 1/8 de finale    | Coco Gauff       | —                        | —                        | 1/2 finale      | Iga Świątek       |                 |                   |

N.B. : à droite du résultat se trouve le nom de l'ultime adversaire.

### En double dames
| Année | Open d'Australie                                                                           | Open d'Australie                                                                        | Internationaux de France                                                                       | Internationaux de France                                                             | Wimbledon                                                                             | Wimbledon                                                                                  | US Open | US Open |
| ----- | ------------------------------------------------------------------------------------------ | --------------------------------------------------------------------------------------- | ---------------------------------------------------------------------------------------------- | ------------------------------------------------------------------------------------ | ------------------------------------------------------------------------------------- | ------------------------------------------------------------------------------------------ | ------- | ------- |
| 2014  | —                                                                                          | —                                                                                       | —                                                                                              | —                                                                                    | 2e tour (1/16) T. Pironkova \|\| style="text-align:left;" \| T. Babos K. Mladenovic   | 1er tour (1/32) J. Čepelová \|\| style="text-align:left;" \| A. Pavlyuchenkova L. Šafářová |         |         |
| 2015  | 1er tour (1/32) K. Siniaková \|\| style="text-align:left;" \| M. Hingis F. Pennetta        | 3e tour (1/8) K. Siniaková \|\| style="text-align:left;" \| B. Mattek-Sands L. Šafářová | 2e tour (1/16) K. Siniaková \|\| style="text-align:left;" \| A. Kudryavtseva A. Pavlyuchenkova | 1er tour (1/32) K. Siniaková \|\| style="text-align:left;" \| M. Gasparyan A. Panova |                                                                                       |                                                                                            |         |         |
| 2016  | 2e tour (1/16) M. Rybáriková \|\| style="text-align:left;" \| A.L. Grönefeld C. Vandeweghe | —                                                                                       | —                                                                                              | —                                                                                    | —                                                                                     | 1er tour (1/32) K. Flipkens \|\| style="text-align:left;" \| M. Lučić M. Sanchez           |         |         |
| 2017  | 1er tour (1/32) A. Konjuh \|\| style="text-align:left;" \| C. Garcia K. Mladenovic         | —                                                                                       | —                                                                                              | —                                                                                    | —                                                                                     | —                                                                                          | —       |         |
| 2018  | —                                                                                          | —                                                                                       | 1er tour (1/32) M. Vondroušová \|\| style="text-align:left;" \| S. Kuznetsova L. Šafářová      | 1er tour (1/32) K. Kozlova \|\| style="text-align:left;" \| L. Arruabarrena A. Parra | 1er tour (1/32) K. Kozlova \|\| style="text-align:left;" \| N. Hibino O. Kalashnikova |                                                                                            |         |         |
| 2019  | 1er tour (1/32) D. Vekić \|\| style="text-align:left;" \| V. Kudermetova S. Santamaria     | 2e tour (1/16) V. Kužmová \|\| style="text-align:left;" \| V. Azarenka A. Barty         | 1er tour (1/32) V. Kužmová \|\| style="text-align:left;" \| K. Flipkens J. Larsson             | —                                                                                    | —                                                                                     |                                                                                            |         |         |
|       |                                                                                            |                                                                                         |                                                                                                |                                                                                      |                                                                                       |                                                                                            |         |         |
| 2021  | 1er tour (1/32) S. Kenin \|\| style="text-align:left;" \| A. Guarachi D. Krawczyk          | —                                                                                       | —                                                                                              | 1er tour (1/32) S. Kenin \|\| style="text-align:left;" \| M. Kostyuk J. Ostapenko    | —                                                                                     | —                                                                                          |         |         |
| 2022  | —                                                                                          | —                                                                                       | 1er tour (1/32) A. Kalinina \|\| style="text-align:left;" \| E. Bektas T. Moore                | 2e tour (1/16) S. Sanders \|\| style="text-align:left;" \| K. Flipkens S. Sorribes   | —                                                                                     | —                                                                                          |         |         |

N.B. : le nom de la partenaire se trouve sous le résultat ; les noms des ultimes adversaires se trouvent à droite.

### En double mixte
| Année | Open d'Australie | Open d'Australie | Internationaux de France | Internationaux de France | Wimbledon                                                                    | Wimbledon                                                                          | US Open                                                                             | US Open |
| ----- | ---------------- | ---------------- | ------------------------ | ------------------------ | ---------------------------------------------------------------------------- | ---------------------------------------------------------------------------------- | ----------------------------------------------------------------------------------- | ------- |
| 2014  | —                | —                | —                        | —                        | 3e tour (1/8) M. Kližan \|\| style="text-align:left;" \| M. Hingis B. Soares | —                                                                                  | —                                                                                   |         |
| 2015  | —                | —                | —                        | —                        | 2e tour (1/16) P. Oswald \|\| style="text-align:left;" \| T. Babos A. Peya   | 1er tour (1/32) F. Verdasco \|\| style="text-align:left;" \| Chan Y.-j. R. Bopanna |                                                                                     |         |
|       |                  |                  |                          |                          |                                                                              |                                                                                    |                                                                                     |         |
| 2021  | —                | —                | —                        | —                        | —                                                                            | —                                                                                  | 2e tour (1/16) F. Polášek \|\| style="text-align:left;" \| D. Krawczyk J. Salisbury |         |

N.B. : le nom du partenaire se trouve sous le résultat ; les noms des ultimes adversaires se trouvent à droite.

## Parcours en «Premier» et WTA 1000
Les tournois WTA « Premier Mandatory » et « Premier 5 » (entre 2009 et 2020) et WTA 1000 (à partir de 2021) constituent les catégories d'épreuves les plus prestigieuses, après les quatre levées du Grand Chelem. 

De 2009 à 2023, les tournois Premier Mandatory (dits tournois WTA 1000 obligatoires entre 2021 et 2023) regroupent Indian Wells, Miami, Madrid et Pékin, les autres constituant les tournois Premier 5 (tournois WTA 1000 non-obligatoires). À partir de 2024, le nombre de tournois WTA 1000 passe à 10 par saison (fin de l’alternance Doha / Dubaï), ces derniers devenant tous obligatoires et offrant tous 1000 points à la vainqueure (contre 900 points précédemment pour les tournois Premier 5).

### En simple dames
| Année |       |                              |                            |                              |                               |                                |                               |                              |                               |                              |  |                               |
| Doha  | Dubaï | Indian Wells                 | Miami                      | Madrid                       | Rome                          | Canada                         | Cincinnati                    | Pékin                        |                               | Tokyo                        |  |                               |
| Doha  | Dubaï | Indian Wells                 | Miami                      | Madrid                       | Rome                          | Canada                         | Cincinnati                    | Pékin                        | Wuhan                         |                              |  |                               |
| Doha  | Dubaï | Indian Wells                 | Miami                      | Madrid                       | Rome                          | Canada                         | Cincinnati                    | Pékin                        | Guadalajara                   |                              |  |                               |
| 2013  |       |                              | WTA 500                    |                              |                               |                                |                               |                              |                               |                              |  | 2e tour (1/16) P. Kvitová     |
| 2014  |       |                              | WTA 500                    | 1er tour (1/64) H. Watson    |                               | 1er tour (1/32) S. Williams    | 2e tour (1/16) F. Pennetta    |                              | 1er tour (1/32) K. Knapp      | 1er tour (1/32) A. Ivanović  |  |                               |
| 2015  |       | WTA 500                      | 2e tour (1/16) V. Williams | 4e tour (1/8) J. Janković    | 4e tour (1/8) S. Stephens     | 1er tour (1/32) A. Tomljanović | 1er tour (1/32) D. Gavrilova  | Victoire S. Halep            | 3e tour (1/8) L. Šafářová     | 2e tour (1/16) M. Lučić      |  | 2e tour (1/16) C. Giorgi      |
| 2016  |       | 2e tour (1/16) C. Vandeweghe | WTA 500                    | 3e tour (1/16) M. Rybáriková | 2e tour (1/32) Kr. Plíšková   |                                |                               |                              | 2e tour (1/16) T. Babos       | 2e tour (1/16) Y. Shvedova   |  | 1er tour (1/32) S. Kuznetsova |
| 2017  |       | WTA 500                      |                            | 2e tour (1/32) K. Bertens    | 1er tour (1/64) S. Errani     |                                |                               |                              |                               |                              |  |                               |
| 2018  |       |                              | WTA 500                    | 2e tour (1/32) J. Ostapenko  |                               |                                |                               |                              |                               | 1er tour (1/32) C. Wozniacki |  | 1er tour (1/32) K. Bertens    |
| 2019  |       | WTA 500                      | Victoire P. Kvitová        | 1/2 finale A. Kerber         | 2e tour (1/32) Y. Putintseva  | 1/2 finale S. Halep            | 2e tour (1/16) K. Mladenovic  | 3e tour (1/8) E. Svitolina   | 1er tour (1/32) V. Azarenka   | 3e tour (1/8) P. Kvitová     |  | 2e tour (1/16) V. Kudermetova |
| 2020  |       | 1/4 de finale S. Kuznetsova  | WTA 500                    | Annulé                       | Annulé                        | Annulé                         | 2e tour (1/16) D. Kovinić     | Annulé                       |                               | Annulé                       |  | Annulé                        |
| 2021  |       | WTA 500                      | 3e tour (1/8) A. Potapova  |                              | 3e tour (1/16) M. Vondroušová | 1/4 de finale P. Badosa        | 1er tour (1/32) K. Mladenovic |                              | 1/4 de finale J. Teichmann    | Annulé                       |  | Annulé                        |
| 2022  |       | 1er tour (1/32) C. Tauson    | WTA 500                    | 2e tour (1/32) K. Kanepi     | 1/2 finale N. Osaka           | 3e tour (1/8) O. Jabeur        | 2e tour (1/16) A. Anisimova   | 1/4 de finale B. Haddad Maia | 1er tour (1/32) S. Cîrstea    | Hors calendrier              |  | 2e tour (1/16) S. Stephens    |
| 2023  |       | WTA 500                      | 3e tour (1/8) K. Muchová   | 2e tour (1/32) J. Teichmann  | 3e tour (1/16) E. Alexandrova |                                |                               | 1/4 de finale L. Samsonova   | 1er tour (1/32) C. Bucșa      |                              |  |                               |
|       |       |                              |                            |                              |                               |                                |                               |                              |                               |                              |  |                               |
| 2025  |       |                              | 2e tour (1/16) E. Navarro  | 1/4 de finale M. Keys        | 2e tour (1/32) E. Svitolina   | 4e tour (1/8) C. Gauff         | 1er tour (1/64) M. Sákkari    | 3e tour (1/16) K. Muchová    | 2e tour (1/32) V. Kudermetova |                              |  |                               |

Sous le résultat, l’ultime adversaire.
1. 1 2   Les tournois de Doha et Dubaï alternent le statut de tournoi WTA 1000 (ex Premier 5) entre 2009 et 2023 : les trois premières éditions ont lieu à Dubaï, les trois suivantes à Doha, puis Dubaï accueille le tournoi de cette catégorie les années impaires et Dubaï les années paires. De 2011 à 2023, la ville qui n’accueille pas de WTA 1000 organise à la place un tournoi WTA 500 (ex Premier).
2. 1 2 3 4 5 6 7 8   L’ordre de déroulement des tournois a évolué depuis 2009 : Rome se dispute avant Madrid et Cincinnati avant Montréal/Toronto jusqu’en 2010, tandis que Tokyo (2009-2013)-Wuhan (2014-2019, 2024-)-Guadalajara (2022-2023) ont lieu avant Pékin jusqu’en 2023.
3. 1 2 3 4 5 6 7 8  Du fait de la pandémie de Covid-19, les tournois d’Indian Wells, de Miami, de Madrid, du Canada, de Wuhan et de Pékin sont annulés en 2020. Ces deux derniers le sont également en 2021. Pour des raisons d’organisation, le tournoi de Cincinnati 2020 a exceptionnellement lieu à Flushing Meadows à New York.
4. ↑  Le 1er décembre 2021, le président de la WTA, Steve Simon, annonce que tous les tournois prévus en Chine et à Hong Kong sont suspendus à partir de 2022, en raison de préoccupations concernant la sécurité et le bien-être de la joueuse de tennis chinoise Peng Shuai après ses allégations de relations sexuelles non-consenties avec Zhang Gaoli, membre de haut rang du Parti communiste chinois. Le tournoi de Pékin revient en 2023. Le tournoi de Guadalajara remplace celui de Wuhan pendant deux ans, ce dernier réapparaissant en 2024.

## Parcours aux Jeux olympiques

### En simple dames
| # | Date       | Nom de l'olympiade         | Surface    | Résultat | Ultime adversaire   | Score         |          |
| - | ---------- | -------------------------- | ---------- | -------- | ------------------- | ------------- | -------- |
| 1 | 31/07/2021 | Olympic Tennis Event Tokyo | Dur (ext.) | Or       | Markéta Vondroušová | 7-5, 2-6, 6-3 | Parcours |

### En double dames
| # | Date       | Nom de l'olympiade         | Surface    | Résultat | Partenaire        | Ultimes adversaires                     | Score    |          |
| - | ---------- | -------------------------- | ---------- | -------- | ----------------- | --------------------------------------- | -------- | -------- |
| 1 | 01/08/2021 | Olympic Tennis Event Tokyo | Dur (ext.) | Argent   | Viktorija Golubic | Barbora Krejčíková · Kateřina Siniaková | 7-5, 6-1 | Parcours |

## Parcours aux Masters

### En simple dames
| # | Date       | Nom de l'édition                       | ($)        | Surface    | Résultat   | Ultime(s) adversaire(s) | Score             |          |
| - | ---------- | -------------------------------------- | ---------- | ---------- | ---------- | ----------------------- | ----------------- | -------- |
| 1 | 27/10/2019 | Shiseido WTA Finals Shenzhen, Shenzhen | 14 000 000 | Dur (int.) | 1/2 finale | Elina Svitolina         | 5-7, 6-3, 4-1 ab. | Parcours |

## Parcours en Fed Cup
| #                                                                           | Date       | Lieu              | Surface      | Gagnante(s)                      | Perdante(s)                         | Score           |          |
| --------------------------------------------------------------------------- | ---------- | ----------------- | ------------ | -------------------------------- | ----------------------------------- | --------------- | -------- |
|                                                                             |            |                   |              |                                  |                                     |                 |          |
| 2012 - 1er tour (groupe mondial II) - Suisse - Australie - 1 : 4            |            |                   |              |                                  |                                     |                 |          |
| 1                                                                           | 04/02/2012 | Fribourg          | Terre (int.) | Casey Dellacqua Jelena Dokić     | Belinda Bencic Amra Sadiković       | 7-5, 6-4        | Parcours |
|                                                                             |            |                   |              |                                  |                                     |                 |          |
| 2012 - Barrage (groupe mondial II) - Suisse - Biélorussie - 4 : 1           |            |                   |              |                                  |                                     |                 |          |
| 2                                                                           | 21/04/2012 | Yverdon-les-Bains | Dur (int.)   | Belinda Bencic Amra Sadiković    | Darya Lebesheva A. Sasnovich        | 6-75, 7-67, 7-5 | Parcours |
|                                                                             |            |                   |              |                                  |                                     |                 |          |
| 2014 - 1er tour (groupe mondial II) - France - Suisse - 3 : 2               |            |                   |              |                                  |                                     |                 |          |
| 3                                                                           | 08/02/2014 | Paris             | Dur (int.)   | Belinda Bencic                   | Alizé Cornet                        | 7-5, 6-4        | Parcours |
| 3                                                                           | 08/02/2014 | Paris             | Dur (int.)   | Belinda Bencic                   | Virginie Razzano                    | 6-1, 6-1        | Parcours |
| 3                                                                           | 08/02/2014 | Paris             | Dur (int.)   | Alizé Cornet Kristina Mladenovic | Timea Bacsinszky Belinda Bencic     | 7-5, 6-4        | Parcours |
|                                                                             |            |                   |              |                                  |                                     |                 |          |
| 2014 - Barrage (groupe mondial II) - Brésil - Suisse - 1 : 4                |            |                   |              |                                  |                                     |                 |          |
| 4                                                                           | 19/04/2014 | Catanduva         | Terre (ext.) | Belinda Bencic                   | Paula C. Gonçalves                  | 6-3, 6-3        | Parcours |
| 4                                                                           | 19/04/2014 | Catanduva         | Terre (ext.) | Teliana Pereira                  | Belinda Bencic                      | 6-3, 6-4        | Parcours |
| 4                                                                           | 19/04/2014 | Catanduva         | Terre (ext.) | Belinda Bencic Viktorija Golubic | Gabriela Cé Laura Pigossi           | 6-2, 6-2        | Parcours |
|                                                                             |            |                   |              |                                  |                                     |                 |          |
| 2015 - 1er tour (groupe mondial II) - Suède - Suisse - 1 : 3                |            |                   |              |                                  |                                     |                 |          |
| 5                                                                           | 07/02/2015 | Helsingborg       | Dur (int.)   | Belinda Bencic                   | Johanna Larsson                     | 6-1, 6-2        | Parcours |
|                                                                             |            |                   |              |                                  |                                     |                 |          |
| 2016 - 1er tour (groupe mondial) - Allemagne - Suisse - 2 : 3               |            |                   |              |                                  |                                     |                 |          |
| 6                                                                           | 06/02/2016 | Leipzig           | Dur (int.)   | Belinda Bencic                   | Andrea Petkovic                     | 6-3, 6-4        | Parcours |
| 6                                                                           | 06/02/2016 | Leipzig           | Dur (int.)   | Belinda Bencic                   | Angelique Kerber                    | 7-64, 6-3       | Parcours |
| 6                                                                           | 06/02/2016 | Leipzig           | Dur (int.)   | Belinda Bencic Martina Hingis    | Anna-Lena Grönefeld Andrea Petkovic | 6-3, 6-2        | Parcours |
|                                                                             |            |                   |              |                                  |                                     |                 |          |
| 2017 - 1er tour (groupe mondial) - Suisse - France : 4 : 1                  |            |                   |              |                                  |                                     |                 |          |
| 7                                                                           | 11/02/2017 | Genève            | Dur (int.)   | Kristina Mladenovic              | Belinda Bencic                      | 6-3, 6-4        | Parcours |
| 7                                                                           | 11/02/2017 | Genève            | Dur (int.)   | Belinda Bencic                   | Pauline Parmentier                  | 6-3, 6-4        | Parcours |
|                                                                             |            |                   |              |                                  |                                     |                 |          |
| 2017 - 1/2 finale (groupe mondial) - Biélorussie - Suisse - 3 : 2           |            |                   |              |                                  |                                     |                 |          |
| 8                                                                           | 22/04/2017 | Minsk             | Dur (int.)   | Belinda Bencic Martina Hingis    | Olga Govortsova Vera Lapko          | 6-0, 6-1        | Parcours |
|                                                                             |            |                   |              |                                  |                                     |                 |          |
| 2018 - 1/4 de finale (groupe mondial) - République tchèque - Suisse - 3 : 1 |            |                   |              |                                  |                                     |                 |          |
| 9                                                                           | 10/02/2018 | Prague            | Dur (int.)   | Barbora Strýcová                 | Belinda Bencic                      | 6-2, 6-4        | Parcours |
| 9                                                                           | 10/02/2018 | Prague            | Dur (int.)   | Petra Kvitová                    | Belinda Bencic                      | 6-2, 6-4        | Parcours |

## Classements WTA en fin de saison
| Année          | 2011 | 2012 | 2013 | 2014 | 2015 | 2016 | 2017 | 2018 | 2019 | 2020 | 2021 | 2022 | 2023 | 2024 |
| Rang en simple | 1059 | 626  | 212  | 33   | 14   | 42   | 165  | 37   | 8    | 12   | 23   | 12   | 17   | 913  |
| Rang en double | –    | 1067 | 466  | 208  | 68   | 215  | 269  | 242  | 113  | 104  | 154  | 133  | 197  | –    |

Source : (en) Classements de Belinda Bencic sur le site officiel de la Fédération internationale de tennis

## Records et statistiques

### Confrontations avec ses principales adversaires
Confrontations lors des différents tournois WTA avec ses principales adversaires (5 confrontations minimum et avoir été membre du top 10). Classement par pourcentage de victoires. Situation au 10 août 2025 :
Les joueuses retraitées sont en gris.
| Joueuse              | Meilleur classement | Confrontations | Victoires | Défaites | Pourcentage de victoires | Dernière confrontation                                         |
| -------------------- | ------------------- | -------------- | --------- | -------- | ------------------------ | -------------------------------------------------------------- |
| Iga Świątek          | 1                   | 5              | 1         | 4        | 20                       | défaite (2-6, 0-6) à Wimbledon 2025                            |
| Venus Williams       | 1                   | 6              | 2         | 4        | 33,3                     | victoire (3-6, 6-3, 7-5) à Pékin 2019                          |
| Ons Jabeur           | 2                   | 5              | 2         | 3        | 40                       | défaite (6-7, 4-6) à Charleston 2023                           |
| Madison Keys         | 5                   | 5              | 2         | 3        | 40                       | défaite (1-6, 1-6) à Indian Wells 2025                         |
| Coco Gauff           | 2                   | 5              | 2         | 3        | 40                       | défaite (4-6, 2-6) à Madrid 2025                               |
| Elina Svitolina      | 3                   | 5              | 2         | 3        | 40                       | défaite (1-6, 2-6) à Miami 2025                                |
| Petra Kvitová        | 2                   | 7              | 3         | 4        | 42,9                     | victoire (6-7, 6-3, 6-1) à Montréal 2023                       |
| Kristina Mladenovic  | 10                  | 8              | 4         | 4        | 50                       | victoire (6-4, 6-3) à l'Open d'Australie 2022                  |
| Daria Kasatkina      | 8                   | 6              | 3         | 3        | 50                       | victoire (6-0, 6-2) à Adelaïde 2 2023                          |
| Veronika Kudermetova | 9                   | 11             | 6         | 5        | 54,5                     | défaite (4-6, 60-7) à Cincinnati 2025                          |
| Caroline Wozniacki   | 1                   | 7              | 4         | 3        | 57,1                     | défaite (2-6, 3-6) à Pékin 2018                                |
| Naomi Osaka          | 1                   | 6              | 4         | 2        | 66,7                     | victoire (7-63, ab.) à l'Open d'Australie 2025                 |
| Svetlana Kuznetsova  | 2                   | 6              | 4         | 2        | 66,7                     | victoire (7-5, 2-6, 6-4) à l'Open d'Australie 2021             |
| Angelique Kerber     | 1                   | 7              | 5         | 2        | 71,4                     | victoire (5-7, 6-2, 6-2) à la Coupe Billie Jean King 2020-2021 |
| Sara Errani          | 5                   | 5              | 4         | 1        | 80                       | victoire (6-2, 7-5) à la Fed Cup 2019                          |

### Victoires sur le top 10
Toutes ses victoires sur des joueuses classées dans le top 10 de la WTA lors de la rencontre.
| Légende              |
| Grand Chelem         |
| Jeux olympiques      |
| Masters              |
| Premier 5 / WTA 1000 |
| Premier / WTA 500    |
| Intern'l / WTA 250   |
| Fed Cup              |

| #  | Rang   |  | Tournoi          | Année | Surface      |                    | Adversaire         | Rang   | Tour                | Score          | Tableau |
| -- | ------ |  | ---------------- | ----- | ------------ | ------------------ | ------------------ | ------ | ------------------- | -------------- | ------- |
| 1  | no 58  |  | US Open          | 2014  | Dur          |                    | Angelique Kerber   | no 7   | 1/16                | 6-1, 7-5       | Tableau |
| 2  | no 58  |  | US Open          | 2014  | Dur          | Jelena Janković    | no 10              | 1/8    | 7-66, 6-3           |                | Tableau |
| 3  | no 37  |  | Indian Wells     | 2015  | Dur          |                    | Caroline Wozniacki | no 5   | 1/16                | 6-4, 6-4       | Tableau |
| 4  | no 31  |  | Eastbourne       | 2015  | Gazon        |                    | Caroline Wozniacki | no 5   | 1/2                 | 3-0 ab.        | Tableau |
| 5  | no 20  |  | Toronto          | 2015  | Dur          |                    | Caroline Wozniacki | no 5   | 1/16                | 7-5, 7-5       | Tableau |
| 6  | no 20  |  | Toronto          | 2015  | Dur          | Ana Ivanović       | no 6               | 1/4    | 6-4, 6-2            |                | Tableau |
| 7  | no 20  |  | Toronto          | 2015  | Dur          | Serena Williams    | no 1               | 1/2    | 3-6, 7-5, 6-4       |                | Tableau |
| 8  | no 20  |  | Toronto          | 2015  | Dur          | Simona Halep       | no 3               | Finale | 7-65, 64-7, 3-0 ab. |                | Tableau |
| 9  | no 15  |  | Tokyo            | 2015  | Dur          |                    | Garbiñe Muguruza   | no 8   | 1/4                 | 7-61, 6-1      | Tableau |
| 10 | no 15  |  | Tokyo            | 2015  | Dur          | Caroline Wozniacki | no 6               | 1/2    | 6-2, 6-4            |                | Tableau |
| 11 | no 11  |  | Fed Cup          | 2016  | Dur (int.)   |                    | Angelique Kerber   | no 2   | 1/4                 | 7-64, 6-3      | Tableau |
| 12 | no 78  |  | Open d'Australie | 2018  | Dur          |                    | Venus Williams     | no 5   | 1/64                | 6-3, 7-5       | Tableau |
| 13 | no 56  |  | Wimbledon        | 2018  | Gazon        |                    | Caroline Garcia    | no 6   | 1/64                | 7-62, 6-3      | Tableau |
| 14 | no 45  |  | Dubaï            | 2019  | Dur          |                    | Aryna Sabalenka    | no 9   | 1/8                 | 6-4, 2-6, 7-67 | Tableau |
| 15 | no 45  |  | Dubaï            | 2019  | Dur          | Simona Halep       | no 2               | 1/4    | 4-6, 6-4, 6-2       |                | Tableau |
| 16 | no 45  |  | Dubaï            | 2019  | Dur          | Elina Svitolina    | no 6               | 1/2    | 6-2, 3-6, 7-63      |                | Tableau |
| 17 | no 45  |  | Dubaï            | 2019  | Dur          | Petra Kvitová      | no 4               | Finale | 6-3, 1-6, 6-2       |                | Tableau |
| 18 | no 23  |  | Indian Wells     | 2019  | Dur          |                    | Naomi Osaka        | no 1   | 1/8                 | 6-3, 6-1       | Tableau |
| 19 | no 23  |  | Indian Wells     | 2019  | Dur          | Karolína Plíšková  | no 5               | 1/4    | 6-3, 4-6, 6-3       |                | Tableau |
| 20 | no 18  |  | Madrid           | 2019  | Terre battue |                    | Naomi Osaka        | no 1   | 1/4                 | 3-6, 6-2, 7-5  | Tableau |
| 21 | no 13  |  | Majorque         | 2019  | Gazon        |                    | Angelique Kerber   | no 6   | 1/2                 | 2-6, 7-62, 6-4 | Tableau |
| 22 | no 12  |  | US Open          | 2019  | Dur          |                    | Naomi Osaka        | no 1   | 1/8                 | 7-5, 6-4       | Tableau |
| 23 | no 7   |  | Masters          | 2019  | Dur (int.)   |                    | Petra Kvitová      | no 6   | Poules              | 6-3, 1-6, 6-4  | Tableau |
| 24 | no 7   |  | Masters          | 2019  | Dur (int.)   | Kiki Bertens       | no 9               | Poules | 7-5, 1-0 ab.        |                | Tableau |
| 25 | no 12  |  | US Open          | 2021  | Dur          |                    | Iga Świątek        | no 8   | 1/8                 | 7-612, 6-3     | Tableau |
| 26 | no 17  |  | Fed Cup          | 2021  | Dur (int.)   |                    | Angelique Kerber   | no 9   | Poules              | 5-7, 6-2, 6-2  | Tableau |
| 27 | no 17  |  | Fed Cup          | 2021  | Dur (int.)   | Barbora Krejčíková | no 3               | Poules | 7-62, 6-4           |                | Tableau |
| 28 | no 21  |  | Charleston       | 2022  | Terre battue |                    | Paula Badosa       | no 3   | 1/4                 | 2-6, 7-62, 6-4 | Tableau |
| 29 | no 21  |  | Charleston       | 2022  | Terre battue | Ons Jabeur         | no 10              | Finale | 6-1, 5-7, 6-4       |                | Tableau |
| 30 | no 17  |  | Berlin           | 2022  | Gazon        |                    | María Sákkari      | no 6   | 1/2                 | 6-7, 6-4, 6-4  | Tableau |
| 31 | no 12  |  | Toronto          | 2022  | Dur          |                    | Garbiñe Muguruza   | no 8   | 1/8                 | 6-1, 6-3       | Tableau |
| 32 | no 13  |  | Adélaïde II      | 2023  | Dur          |                    | Caroline Garcia    | no 4   | 1/4                 | 6-2, 3-6, 6-4  | Tableau |
| 33 | no 13  |  | Adélaïde II      | 2023  | Dur          | Daria Kasatkina    | no 8               | Finale | 6-0, 6-2            |                | Tableau |
| 34 | no 11  |  | Charleston       | 2023  | Terre battue |                    | Jessica Pegula     | no 3   | 1/2                 | 7-5, 7-65      | Tableau |
| 35 | no 13  |  | Montréal         | 2023  | Dur          |                    | Petra Kvitová      | no 9   | 1/8                 | 63-7, 6-3, 6-1 | Tableau |
| 36 | no 157 |  | Abou Dabi        | 2025  | Dur          |                    | Elena Rybakina     | no 5   | 1/2                 | 3-6, 6-3, 6-4  | Tableau |
| 37 | no 58  |  | Indian Wells     | 2025  | Dur          |                    | Coco Gauff         | no 3   | 1/8                 | 3-6, 6-3, 6-4  | Tableau |
| 38 | no 35  |  | Wimbledon        | 2025  | Gazon        |                    | Mirra Andreeva     | no 7   | 1/4                 | 7-63, 7-62     | Tableau |